# 东亚
東亞（英語：East Asia）泛指亚洲東部，具有地理及文化层面上的双重意义。东亚地区通常包括中国大陆、日本列岛、台湾岛、朝鲜半岛、海南岛、琉球群島和蒙古高原等地，面積约1170萬平方公里。东亚地区居住有16亿人口，占世界人口的22%，亦是世界上人口稠密的地区之一，人口密度達到133人每平方公里，约是世界平均水準的三倍。香港、台北、高雄、北京、上海、廣州、深圳、東京、大阪、名古屋、首爾、釜山等世界范围内人口稠密的城市皆位于东亚。
东亚地区是文明摇篮，黄河流域和长江流域较早产生人口稠密的农业社会，孕育出古老的中华文明。漢字文化為東亞語言共同文化財產，以及影響日後的東亞語言，包括中华、日本、朝鲜半岛、越南文化，共同形成了如今的东亚文化圈。源于古典汉语的詞彙廣泛流傳於當代日语、朝鲜语、越南语；明治維新後的日本，在外來語翻譯中參考漢字古籍，成為和製漢語；而中国在清朝晚期至民国时期的新文化運動、白話文運動，在外來詞彙及白話文結構上曾大量參照基于和制汉语的翻譯及文法，形成东亚文化圈内的相互交融。源自中国的夏历和汉字至今仍影響漢字文化圈，可见東亞文明间的交流十分密切。在東亞主流宗教為漢傳佛教，由西漢末年傳入東亞，進而傳入朝鮮、日本、台灣，並且衍伸出禪宗、淨土宗，形成東亞佛教的宗教文化。中国古代的儒家思想理念构建當代中國人传统观念的核心。
东亚部分經濟體在现代化转型中取得成功，随着亞洲經濟的崛起，该区域在世界上的政治、经济重要性正日益提升。日本最早成功实行現代化、工業化，实现国力增长，为全球最富裕发达的国家之一；韩国、台灣和香港在1960至1990年代实现经济腾飞，为亚洲四小龙中的三者，被列为发达经济体。中國經濟自20世纪末起亦发展迅速，2010年中国大陆超越日本成为世界第二大经济体，仅次于美国，中华人民共和国现如今已被视为潜在超级大国之一。东亚在政治和经济上具有较大影响力，但现存的朝鮮半島問題、台灣問題、釣魚臺列嶼主權問題和獨島問題等仍是影响该地区未来发展的安全隐患。

## 定义

### 狭义
| 狭义上东亚的范围 | 狭义上东亚的范围       | 狭义上东亚的范围                                           | 狭义上东亚的范围 | 狭义上东亚的范围 | 狭义上东亚的范围       | 狭义上东亚的范围 | 狭义上东亚的范围           | 狭义上东亚的范围     | 狭义上东亚的范围       | 狭义上东亚的范围             | 狭义上东亚的范围 | 狭义上东亚的范围    | 狭义上东亚的范围 | 狭义上东亚的范围         |
| 所屬國家或地區   | 全称                   | 地理分区                                                   | 时区             | 國際標準時       | 行政區                 | 行政中心         | 最高領導人                 | 國家/地区元首        | 政府首腦               | 立法首腦                     | 立法機關         | 政治體制            | 法定貨幣         | 武裝力量                 |
| ---------------- | ---------------------- | ---------------------------------------------------------- | ---------------- | ---------------- | ---------------------- | ---------------- | -------------------------- | -------------------- | ---------------------- | ---------------------------- | ---------------- | ------------------- | ---------------- | ------------------------ |
| 蒙古             | 蒙古國                 | 蒙古高原                                                   | UTC+8            | 蒙古標準時間     | 蒙古国行政区划         | 乌兰巴托         | 蒙古國總統                 | 蒙古國總統           | 蒙古國總理             | 國家大呼拉爾主席             | 國家大呼拉爾     | 半總統制            | 蒙古圖格里克     | 蒙古國武裝部隊           |
| 臺灣             | 中華民國               | 臺灣岛、澎湖群岛、金门群岛、马祖列岛和南海東沙島、太平島等 | UTC+8            | 國家標準時間     | 臺灣行政區劃           | 臺北市           | 中華民國總統               | 中華民國總統         | 行政院院長             | 立法院院長                   | 立法院           | 半總統制            | 新台幣           | 中華民國國軍             |
| 中国大陆         | 中華人民共和國         | 中國大陸                                                   | UTC+8            | 北京時間         | 中華人民共和國行政區劃 | 北京市           | 中國共產黨中央委員會總書記 | 中華人民共和國主席   | 國務院總理             | 全國人大常委會委員長         | 全國人民代表大會 | 社會主義共和制      | 人民幣           | 中國人民解放軍           |
| 香港             | 香港特別行政區         | 新界、九龍、香港島、離島等                                 | UTC+8            | 香港時間         | 香港行政區劃           | 金鐘             | 不適用                     | 不適用               | 香港特別行政區行政長官 | 香港立法會主席               | 香港立法會       | 行政主導 特別行政區 | 港元             | 中國人民解放軍駐香港部隊 |
| 澳門             | 澳門特別行政區         | 澳門半島、氹仔、路環、路氹城等                             | UTC+8            | 澳門時間         | 澳門行政區劃           | 南灣大馬路       | 不適用                     | 不適用               | 澳門特別行政區行政長官 | 澳門立法會主席               | 澳門立法會       | 行政主導 特別行政區 | 澳門元           | 中國人民解放軍駐澳門部隊 |
| 日本             | 日本國                 | 日本列岛、琉球群岛、小笠原群島                             | UTC+9            | 東京時間         | 日本行政區劃           | 東京都           | 日本內閣總理大臣           | 天皇                 | 日本內閣總理大臣       | 眾議院議長 參議院議長        | 日本國會         | 君主立憲制          | 日圓             | 日本自衛隊               |
|                  | 朝鮮民主主義人民共和國 | 朝鮮半島北部                                               | UTC+9            | 平壤時間         | 朝鮮行政區劃           | 平壤直轄市       | 朝鮮勞動黨總書記           | 朝鮮國務委員會委員長 | 朝鮮內閣總理           | 最高人民會議常任委員會委員長 | 最高人民會議     | 一黨執政共和制      | 朝鮮圓           | 朝鮮人民軍               |
|                  | 大韓民國               | 朝鮮半島南部                                               | UTC+9            | 韓國標準時間     | 韓國行政區劃           | 首爾特別市       | 大韓民國總統               | 大韓民國總統         | 大韓民國國務總理       | 大韓民國國會議長             | 大韓民國國會     | 總統共和制          | 韓圓             | 大韓民國國軍             |

### 广义
東亞範圍最廣可以被界定為傳統意義上的遠東，即廣義的東北亞（包括俄羅斯遠東部分、蒙古高原、中國大陸、朝鮮半島、琉球群島、日本列島、臺灣島、海南島）和東南亞（包括中南半島、馬來群島、印尼群島、菲律賓群島和南海諸島）的總和。
此外，廣義的東亞亦可以由狹義的東亞延伸至在地理或文化上與之關係密切的週邊地區，比如：
- 北亞，即俄羅斯遠東部分；
- 太平洋西北部的沿岸島嶼，即庫頁島和千島群島（庫里爾群島）；
- 地理上屬於東南亞的越南，由於文化上屬於東亞文化圈，也可视為東亞的範圍；
- 深受漢字文化影響的菲律宾群岛、華人移民分布較多的马来西亚、新加坡等地區。

### 相关概念
- 東洋：现代汉语中的「東洋」指日本，日語中的「東洋」則指東方世界[30]。
- 远东：「歐洲中心論」的詞匯，是歐洲以東的地區，相對於近東而言。一般指东亚，即阿富汗、哈萨克以东、北纬20度以北、太平洋以西、北纬50度以南的地区。
- 東亞文化圈：也称汉字文化圈，指歷史上或現在以漢字為主要書面語的文化圈，包括中国大陆、台灣島、海南島、越南、朝鲜半岛、琉球群島、日本列島等。
- 泛東亞地区：包括东盟諸国及遠東國家和地區。
- 东北亚：东北亚是东亚的一部分，包括日本列島、朝鲜半島等。
- 东南亚：指中国大陸以南、印度以东、新几内亚以西与澳大利亚以北的地区，包括中南半岛、马来群岛。
- 大东亚共荣圈：大日本帝国在第二次世界大战中为扩张版图所提出的“保护日本在东北亞的利益，並试图将西方勢力從东南亚驱逐出去”，建立类似邦联制的战略构想与政治主张，以台灣為中心畫出同心圓作為範圍。实质是东亚各国领土成为日本殖民地。
- 东亚共同体：日本提出的一个构想，想效仿欧盟和非盟建立一个紧密型的区域合作组织[31]。

## 地理

### 东亚大陆
|  |  |

東亞地區位於亞洲東部，太平洋西岸。總面積約12,500,000平方公里，約占全球陸地面積的9%。地形西高東低，在傳統上有三級階梯之分：第一級為青藏高原，該般達4000米以上；第二級為一系列的盆地和高原；第三級為平原、丘陵和一些海島。東部沿海地區季風氣候顯著，是世界上最典型的亞熱帶、溫帶季風氣候區，即東亞季風區，氣候濕潤溫和；西部內陸地區属溫帶干旱半干旱氣候，大陆性强，温差大，降水少；青藏高原地势高亢，為高地氣候區，空气稀薄缺氧，太阳辐射强烈。

### 东亚岛弧
東亞島弧在地理上是地球上綿延最長的一串火山島嶼，从北极圈附近的阿留申群岛一直向南延伸到赤道边缘的菲律宾群岛。它们是由于歐亞板塊及太平洋板塊的碰撞所致。由於位處兩塊板塊之間，因此東亞島弧也是全球主要的地震帶之一，分佈了大量火山與火山群。

### 西太平洋
- 陆緣海：渤海、黃海、东海、日本海。
- 洋流：黑潮和親潮。
- 海峡：
  - 宗谷海峽：連接日本海與鄂霍次克海
  - 津轻海峡：連接日本海與太平洋
  - 朝鮮海峽（對馬海峽）：連接东海和日本海
  - 宫古海峡：連接东海與太平洋
  - 台灣海峽：連接东海和南海
  - 瓊州海峽：連接南海和北部湾

### 行政劃分
| 國家/地區        | 面積 km2  | 人口 (2021年)                     | 人口密度 per km2 | HDI   | 首都/行政中心 |
| ---------------- | --------- | --------------------------------- | ---------------- | ----- | ------------- |
| 中華民國（臺灣） | 36,197    | 23,588,932 （页面存档备份，存于） | 639              | 0.916 | 台北          |
| 中华人民共和国   | 9,640,011 | 1,425,893,465                     | 138              | 0.761 | 北京          |
| 蒙古国           | 1,564,100 | 3,347,782                         | 2                | 0.737 | 烏蘭巴托      |
| 日本             | 377,930   | 124,612,530                       | 337              | 0.919 | 東京          |
|                  | 100,210   | 51,830,139                        | 500              | 0.916 | 首爾          |
|                  | 120,538   | 25,971,909                        | 198              |       | 平壤          |

## 歷史

### 上古史
中華文明由黃河文明和长江文明融合而成。战国末期，秦统一六国。经历了汉、唐盛世。虽然有外族入侵，但由於漢族人口较多，鮮卑、契丹、女真、蒙古等都不同程度地接受了汉文化。這些民族交流及融合的歷史，經常充滿殘酷的殺戮，但最終擴張豐富了各民族的文化內涵，正所謂容納百川匯大海正是此意，亦即現在的中華文化就融合了56個民族的文化柔為一體產生的新的文化體系即是現在的中華文化。
台湾岛公元前六千年進入新石器时代。到了一千年前進入鐵器時代。發源於今日台灣中部地區由台灣原住民的巴布拉族與巴布薩族、巴則海族、洪雅族、道卡斯族所組成的「跨族群準王國」的大肚王國、屏東地區由排灣族與箕模族所組成的大龜文酋邦，和恆春半島的瑯嶠十八社皆在17世紀時已存在。此外，東亞其他許多定居的農耕民族，如朝鮮族、越族、大和族等，曾深受中華文明的影響；使用漢字是這些民族的傳統文化當中最為顯著的共同點，因此這些民族活動的領域也被稱為漢字文化圈。
朝鲜半岛在公元前5千年進入新石器時代，公元前10世紀開始進入青銅器時代。到了公元前4世紀進入铁器时代。公元前194年燕人衛滿推翻古朝鮮准王，國號仍稱「朝鮮」，司馬遷史記中記載的就是衛滿朝鮮。西漢元封二年（前109年）漢武帝東征朝鮮，設立漢四郡，此後「朝鮮」一詞長期消失在古中國典籍中。公元4世紀以後，高句麗在鴨綠江流域興起，兼併北部的各部落國家及漢四郡。在南部，百濟消滅了馬韓54國。辰韓也由12國合併為新羅。朝鮮半島形成高句麗、新羅、百濟三國鼎立時期，史稱「三國時代」。早期蒙古是各突厥蒙古民族遊牧地区，1206年成吉思汗統一各部從此蒙古各草原民族一律称为蒙古。

### 中世史
中國與日本兩個文化體的影響力介於朝鮮半島和琉球群岛之間，在前現代史上曾幾度於此兵戎相見，直到十五世紀海外拓殖及貿易興盛起來以前，兩個古代文明的歷史軌跡呈現平行發展的態勢。
十六世紀，自歐洲渡海東來的西班牙、葡萄牙、荷蘭等勢力開始直接與東亞文明交流；海上貿易網絡的建立，以及西洋作物和熱兵器的輸入，相當程度影響了中、日雙方的食物供應能力和戰爭型態，間接對爾後的歷史軌跡造成雖不明顯、實極重大的影響。例如，海上貿易和「鐵砲」（火槍）的引進及運用，相當大程度影響了十六世紀日本內部地區勢力的消長，相當大程度地左右了日本戰國時代群豪爭霸的結果。又例如蕃薯等新作物的種植雖緩和了漢民族領域可耕地開發飽和的問題，卻因食物供給的改變造成明朝人口自十八世紀起暴增的結果；爾後，過多的人口成為中華人民共和國至今難以擺脫的沉重包袱。另一方面，與「遠東（The Far East）」貿易的需求，提供了歐洲勢力在美洲、非洲、亞洲各地大力發展殖民主義的誘因；影響所及，給其晚近資本主義及工業革命的興起，創造了有利的客觀條件。
與此同時，臺灣因地理位置居於中國大陸、日本與東南亞間，為便利的船隻停泊及貨物轉運地，故與歐洲各國有頻繁的交流，以西班牙與荷蘭的影響力尤甚，分別以臺灣西北部及西南部為其重要貿易據點；後者將西班牙人驅逐並擴展其在臺灣西部的勢力。荷蘭區域性殖民期間,已有資料顯示臺灣中部有超越部落統治範圍的大肚王國。
明朝末年，鄭成功為抵擋北方異族入侵（後者滅明朝成為清朝），以廈門為反女真異族據點。此時原已在臺灣貿易多年的荷蘭人與當時的日本發生貿易衝突。濱田彌兵衛事件及郭懷一事件為日荷兩國貿易衝突直接及間接引發的相關事件。1661年4月，鄭成功率軍圍攻荷臺首府熱蘭遮城，次年2月1日荷蘭簽約投降，進入明鄭统治時期。1683年，施琅率清朝攻臺，鄭克塽投降，臺灣進入清统治時期。1894年，清朝與日本爆發甲午戰爭，清政府失敗，1895年簽訂《馬關條約》，被迫將臺灣割讓予日本，台灣進入日本殖民時期。

### 近現代

1959年的竹幕（黑线），红色为社会主义阵营，蓝色为资本主义阵营，灰色为中立国

十九世紀，經過前述發展的長期影響，歐洲與東亞之間形成經濟和科技發展程度的差距。受到英國、法國、美國等西方列強的壓迫，此時東亞的三個傳統「王國」——大清、德川幕府統治下的日本和朝鮮王朝——均被迫接受以歐洲為核心的國際政治及貿易體系，並步入現代化轉型的歷史新階段。受到歐洲民族國家概念的衝擊，以及同時代義大利、德意志建國成功的刺激，十九世紀後半葉以後的東亞政治史，可是說就是一部在現代化轉型的背景下，形塑各自國族的「建國史」。
經過明治維新改革，日本在十九世紀末轉型成一個現代化國家，並在當時新帝國主義的浪潮下開始其海外擴張，將勢力伸入朝鮮半岛和臺灣等地区，後來更與清朝爆發甲午戰爭，決定性地改變了東亞的歷史軌跡。日本在二十世紀初期步上軍國主義之途。二戰後的日本政體依聯合國理念改組，實施代議民主及實質內閣制。

## 政治

### 协商与合作

东亚峰会

在政治體制上，日本、大韓民國、中華民國和蒙古都采用西方式普选多党制政體，而中华人民共和国实行人民代表大会制度及中国共产党领导的多党合作和政治协商制度，並由中國共產黨一黨執政，朝鮮民主主義人民共和國由朝鮮劳动党一黨執政并由金氏家族世袭国家领导人。
东亚區域內部存在相當程度的政治歧見，以及潛在的戰略競爭意識。除了朝鮮半島和海峽兩岸間的政治問題以外，中、日、韓三國因為二戰的歷史而形成的民族情緒磨擦，也是影響區域政治穩定的一個不利因素。
另外，即使冷戰已經結束，美國和俄羅斯作為戰略大國，在本區域的國際事務中仍保有相當程度的影響力；此一層關係更是將區域事務與全球戰略局勢整個聯繫起來，形成一個錯綜複雜的國際政治網絡。
东亚地区16个国家每年举行一次东亚峰会。第一届峰会于2005年12月14日在马来西亚首都吉隆坡举行，此后的峰会都于每年东盟领导人会议之后举行。

### 矛盾或争议

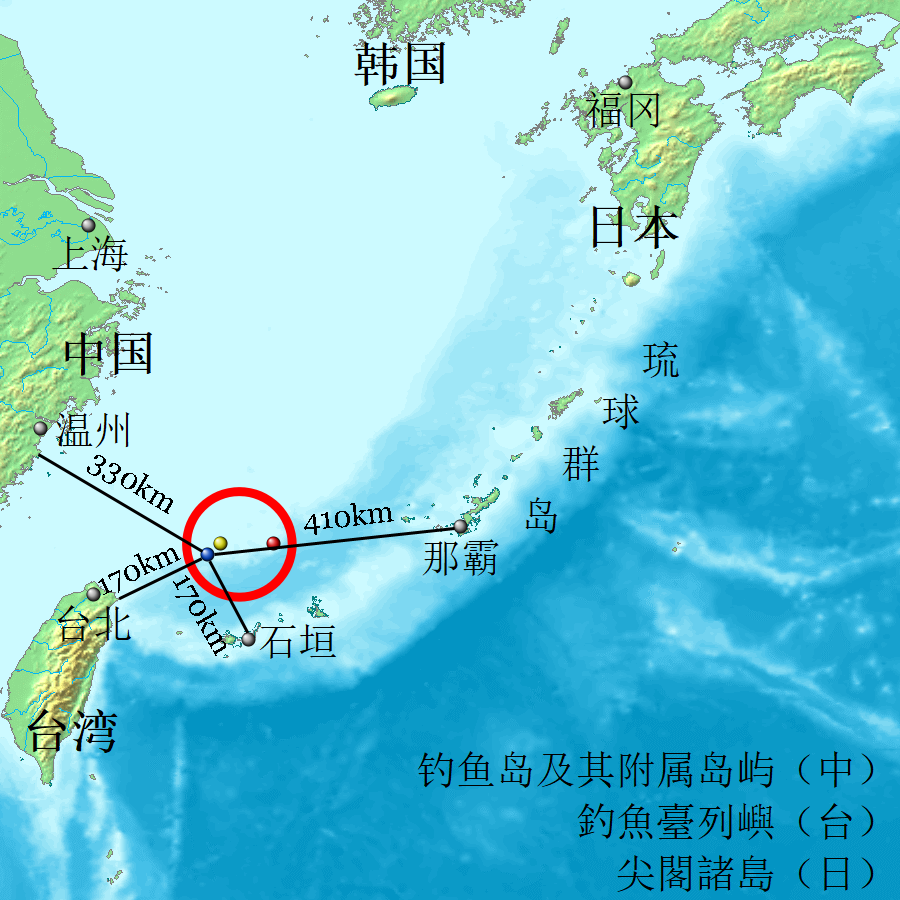
钓鱼岛及其附属岛屿主权问题

| 名称             | 性质                        |
| ---------------- | --------------------------- |
| 朝鲜核问题       | 核武器扩散 （詳見六方会谈） |
| 北方四岛争议     | 主权争议                    |
| 独岛问题         | 主权争议                    |
| 南海争议         | 主权争议                    |
| 钓鱼岛主权问题   | 主权争议                    |
| 朝鮮半島南北關係 | 政權合法性問題              |
| 兩岸問題         | 政權合法性問題              |
| 慰安妇问题       | 历史争议                    |

### 軍事同盟
| 名稱                                    | 縮寫         | 該區域內的締約方 |
| --------------------------------------- | ------------ | ---------------- |
| 中朝友好合作互助條約                    | -            | ( )              |
| 美日安保條約                            | -            | 美国 · 日本      |
| 美韓共同防禦條約                        | -            | 美国 · 大韩民国  |
| 中美共同防禦條約 (1980年後為臺灣關係法) | SAMDT（TRA） | 美国 · 中華民國  |
| 主要非北約盟友 (北約全球夥伴)           | MNNA         | [ 37 ]           |
| 韩日军事情报保护协定                    | GSOMIA       | 日本 · 大韩民国  |

### 双边关系
| 双边关系 | 利益攸关方                             |
| -------- | -------------------------------------- |
| 兩岸關係 | 中華民國及中華人民共和國               |
| 中日關係 | 中華人民共和國及日本國                 |
| 中朝關係 | 中华人民共和国及朝鲜民主主义人民共和国 |
| 中韓關係 | 中华人民共和国及大韩民国               |
| 日朝關係 | 日本国及朝鲜民主主义人民共和国         |
| 日韓關係 | 日本国及大韩民国                       |
| 台日關係 | 中华民国及日本国                       |
| 朝韓關係 | 朝鲜民主主义人民共和国及大韩民国       |

#### 其他
| 双边关系       | 利益攸关方                       |
| -------------- | -------------------------------- |
| 中蒙關係       | 中华人民共和国及蒙古国           |
| 蒙朝關係       | 蒙古国及朝鲜民主主义人民共和国   |
| 台韓關係       | 中华民国及大韩民国               |
| 台蒙關係       | 中华民国及蒙古国                 |
| 韓蒙關係       | 大韩民国及蒙古国                 |
| 台朝關係       | 中华民国及朝鲜民主主义人民共和国 |
| 日蒙關係       | 日本国及蒙古国                   |
| 香港與日本關係 | 香港特別行政區及日本国           |
| 香港與澳門關係 | 香港特別行政區及澳門特別行政區   |

## 物種
东亚北部地区属于古北界，约北纬28度以南地区属于东洋界。汉地和日本南部比鄰接的西伯利亞和中亞地區溫暖潮濕，原有豐富的溫帶針葉林、闊葉林和混合林，由於人口密集的低地和河谷地區已轉為農業和城市用途，現在大多在山區才有森林。冰河時代的冰川作用對東亞的影響不大。從中國和日本古北界的溫帶森林，到東洋界的亞熱帶和熱帶森林，營造出東亞豐富多樣的植物群和動物群。中國西南部的山區被列為全世界生物多樣性熱點地區之一，例如喜馬拉雅山含有世界上約8％的鳥類。在東南亞，緬甸北部和中國南部高山山脈形成古北界植物群和動物群的舌部區。孤立的天空島存在於南至緬甸中部，北越和台灣的高山。

### 動物

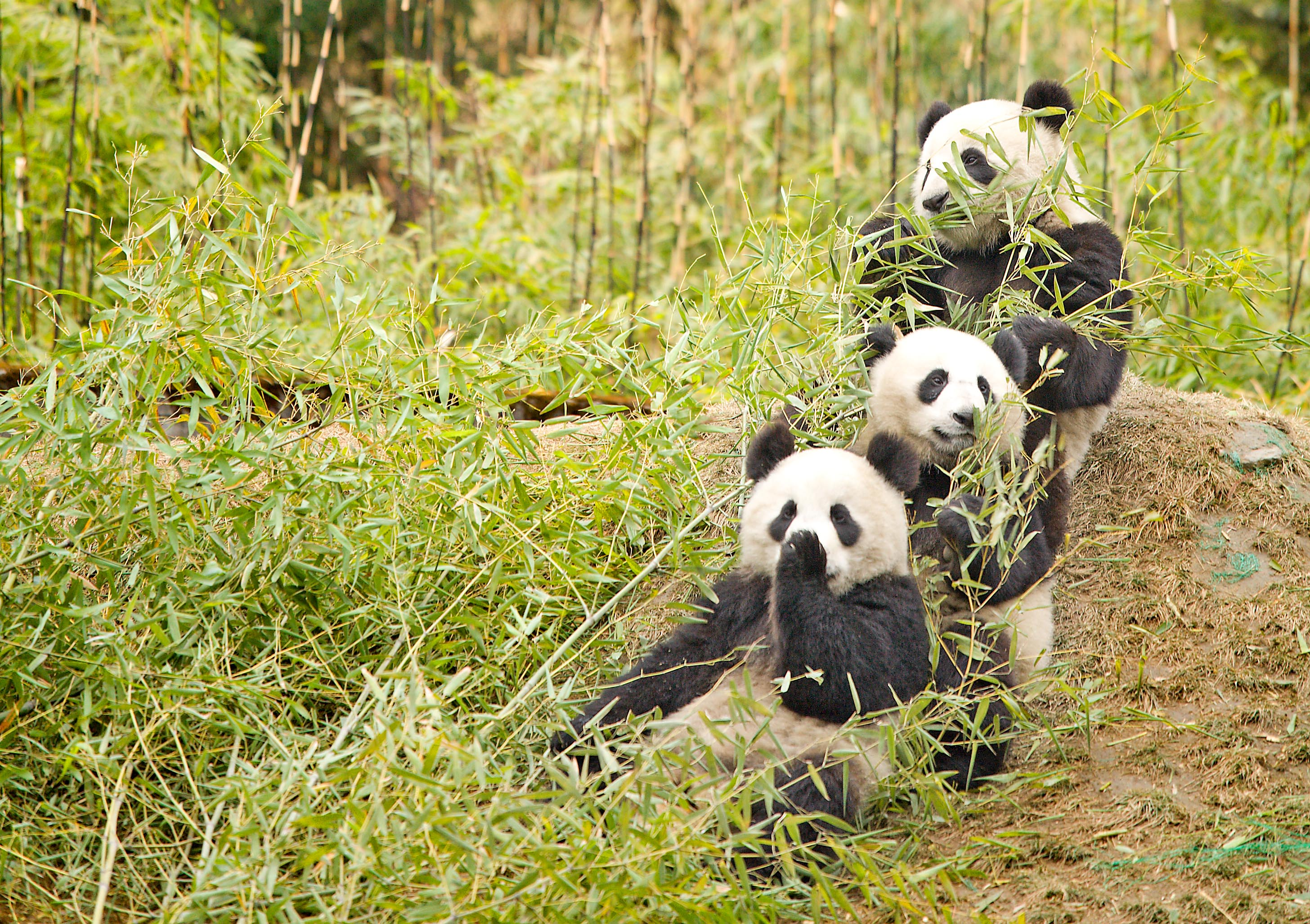
大熊猫
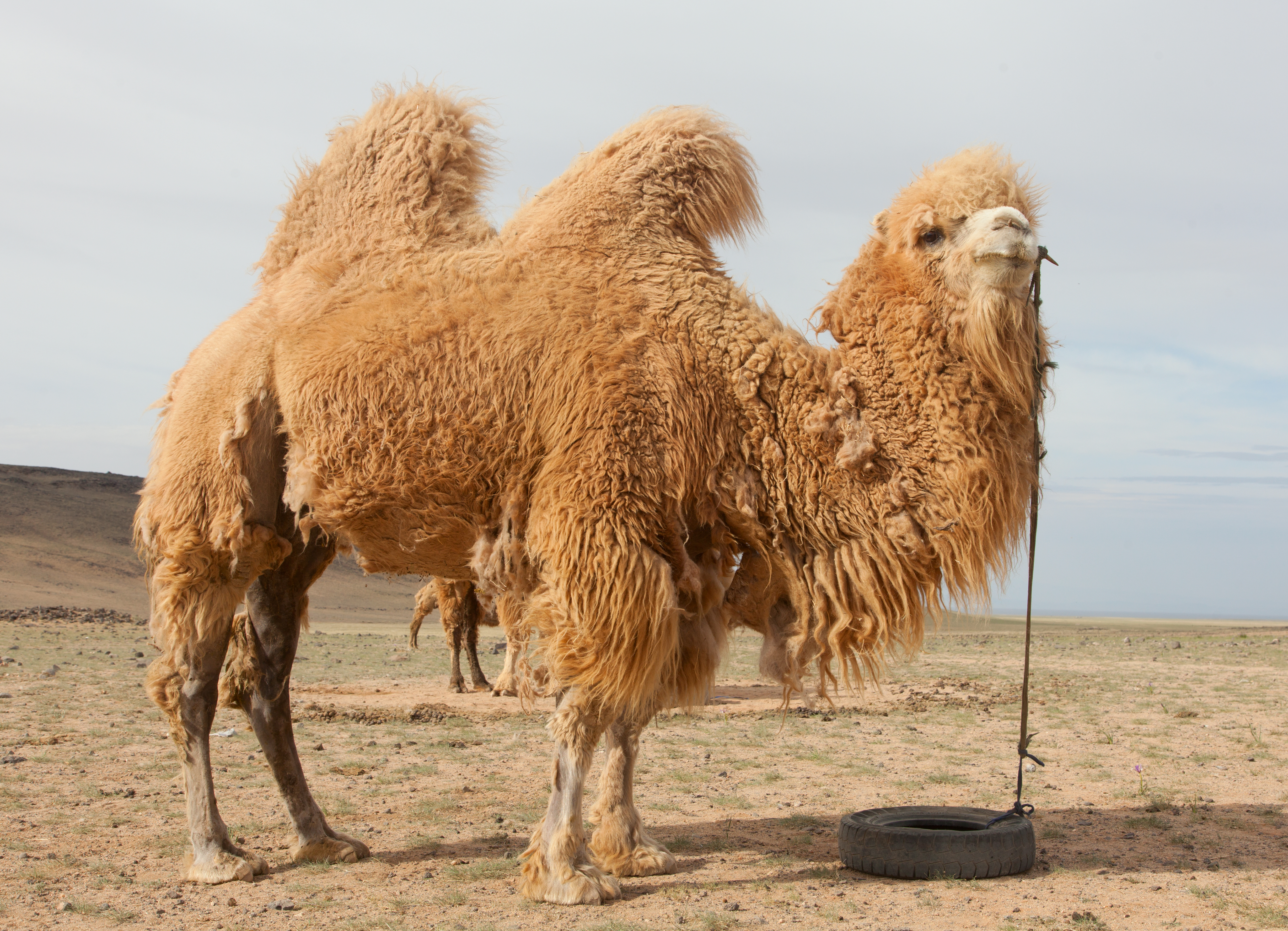
双峰驼
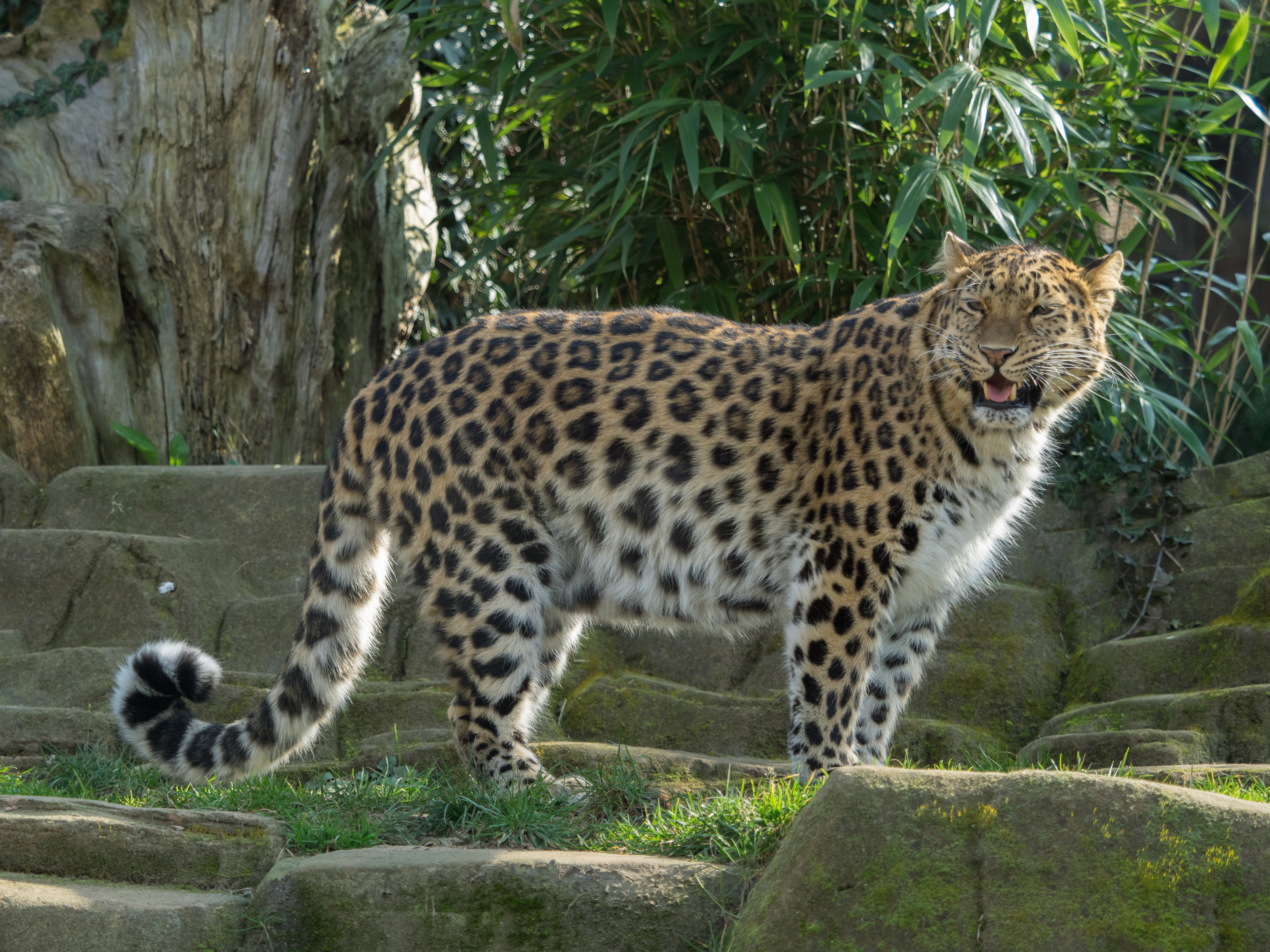
远东豹
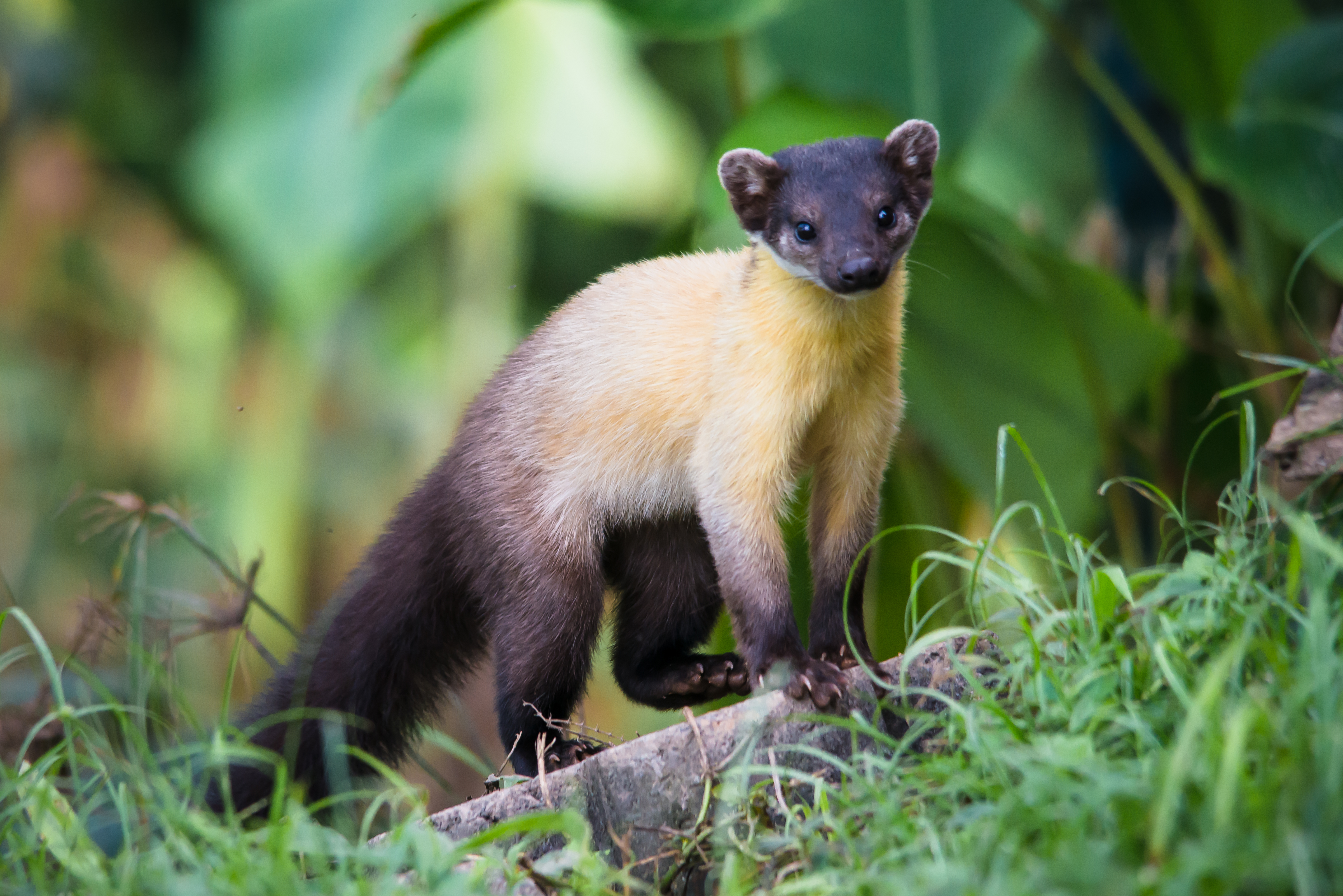
黃喉貂
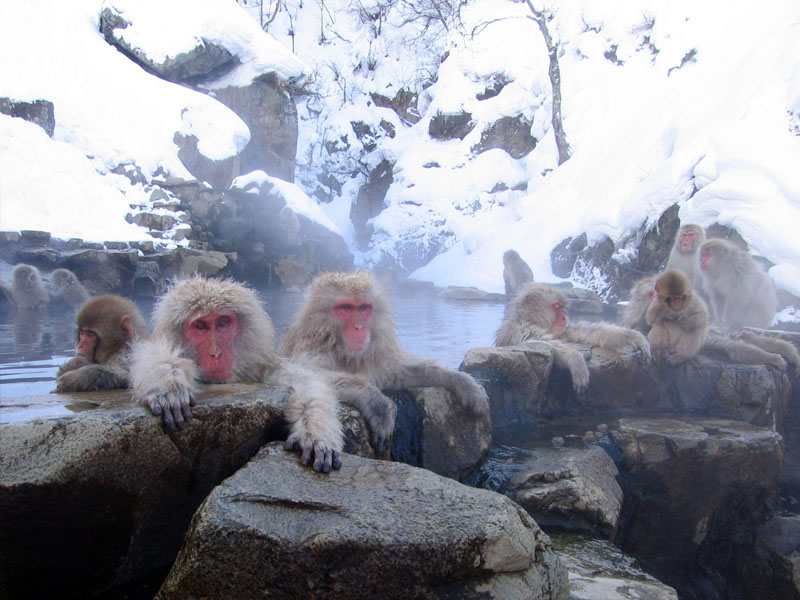
日本獼猴
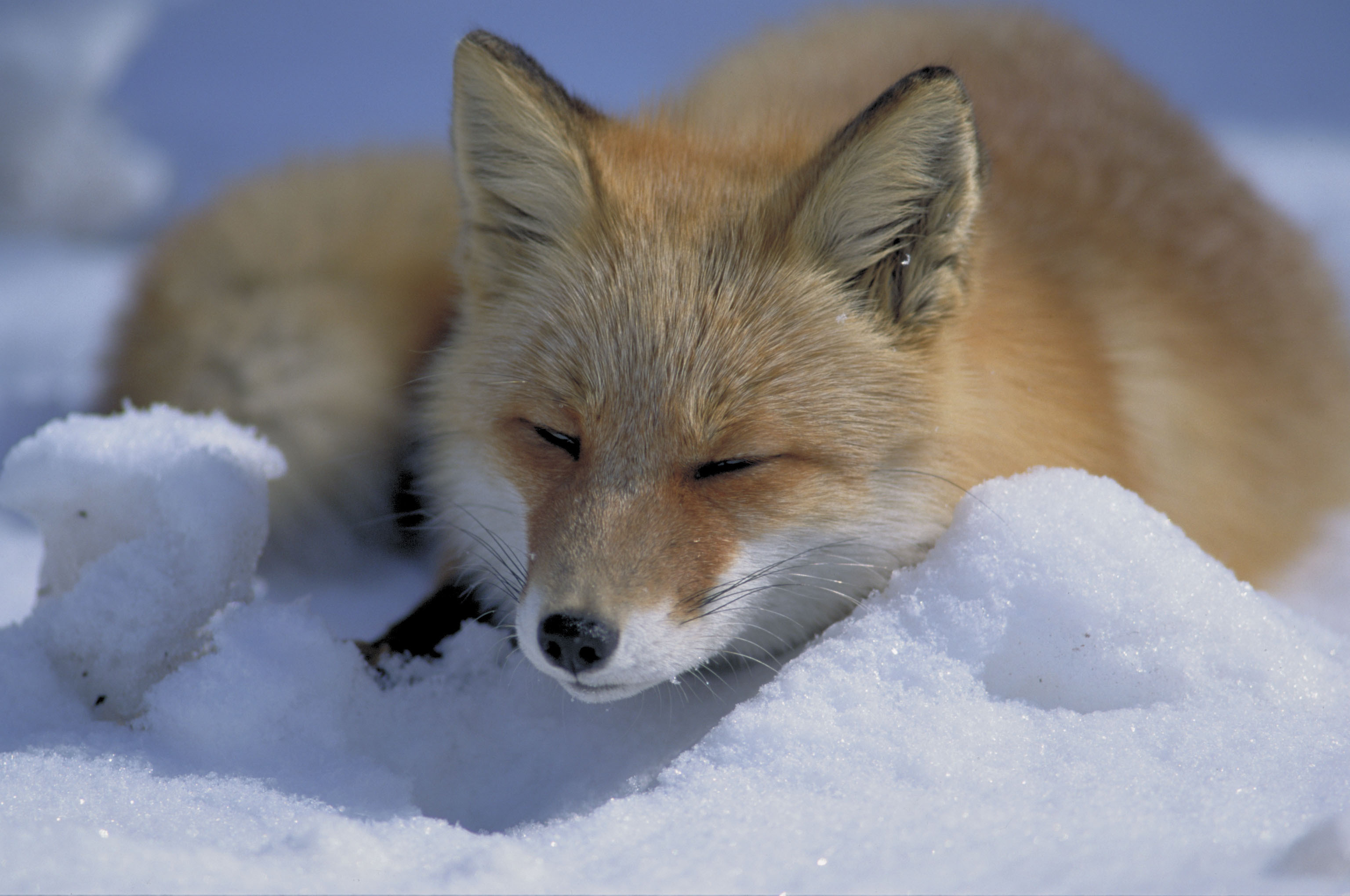
北海道赤狐
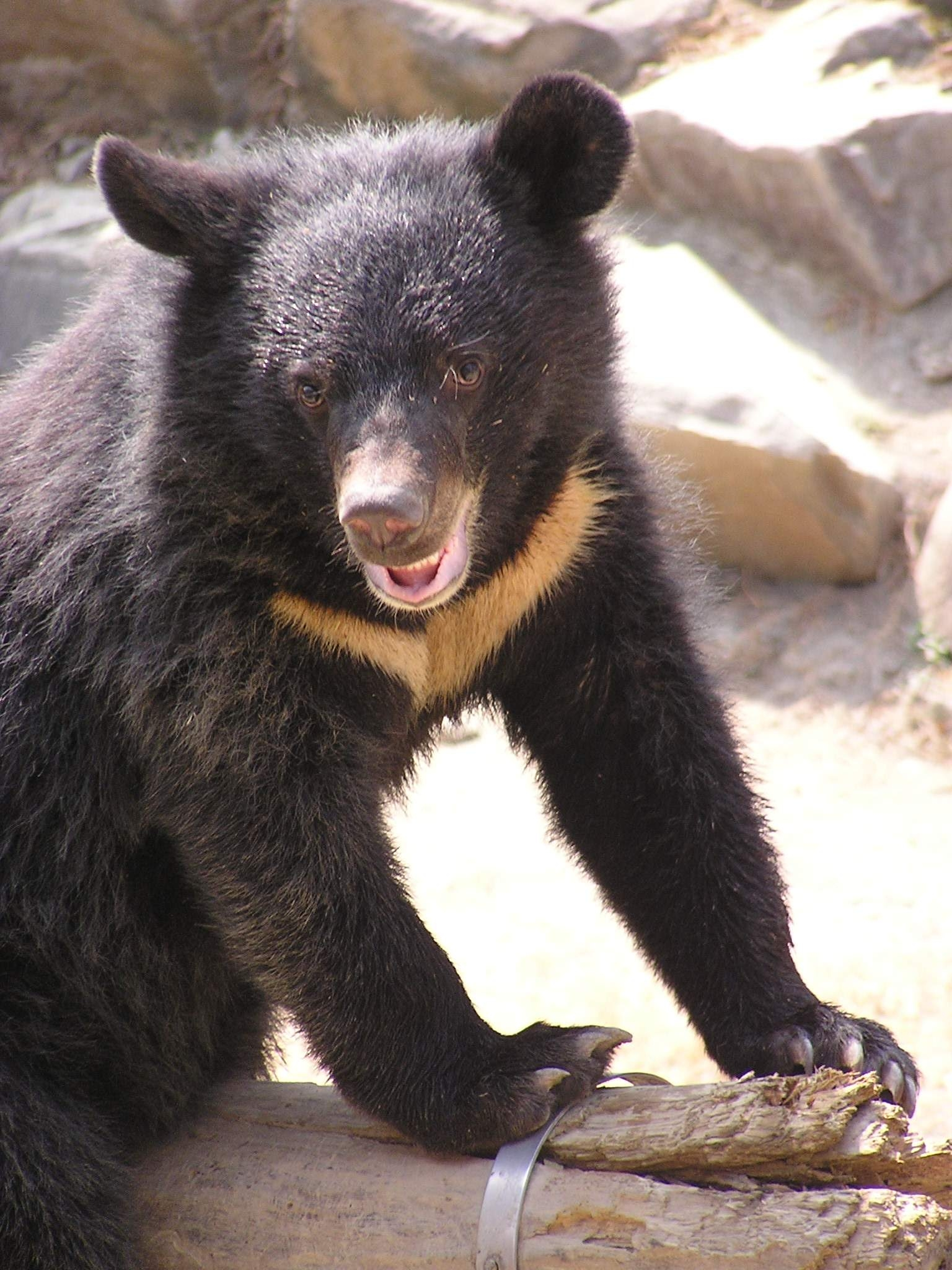
台灣黑熊
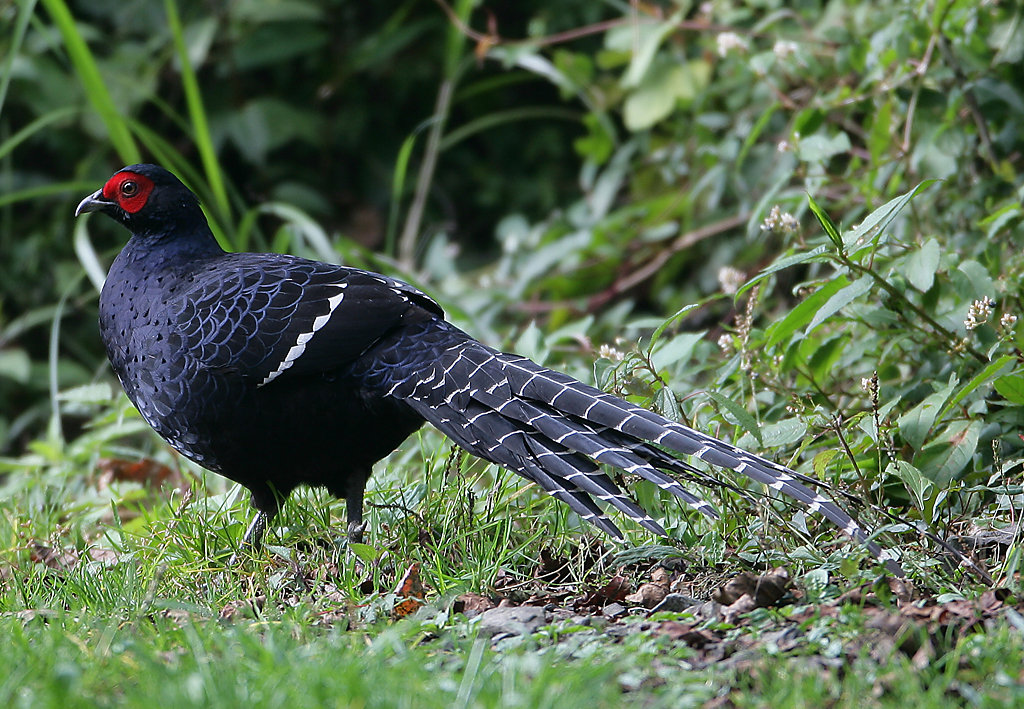
台灣帝雉
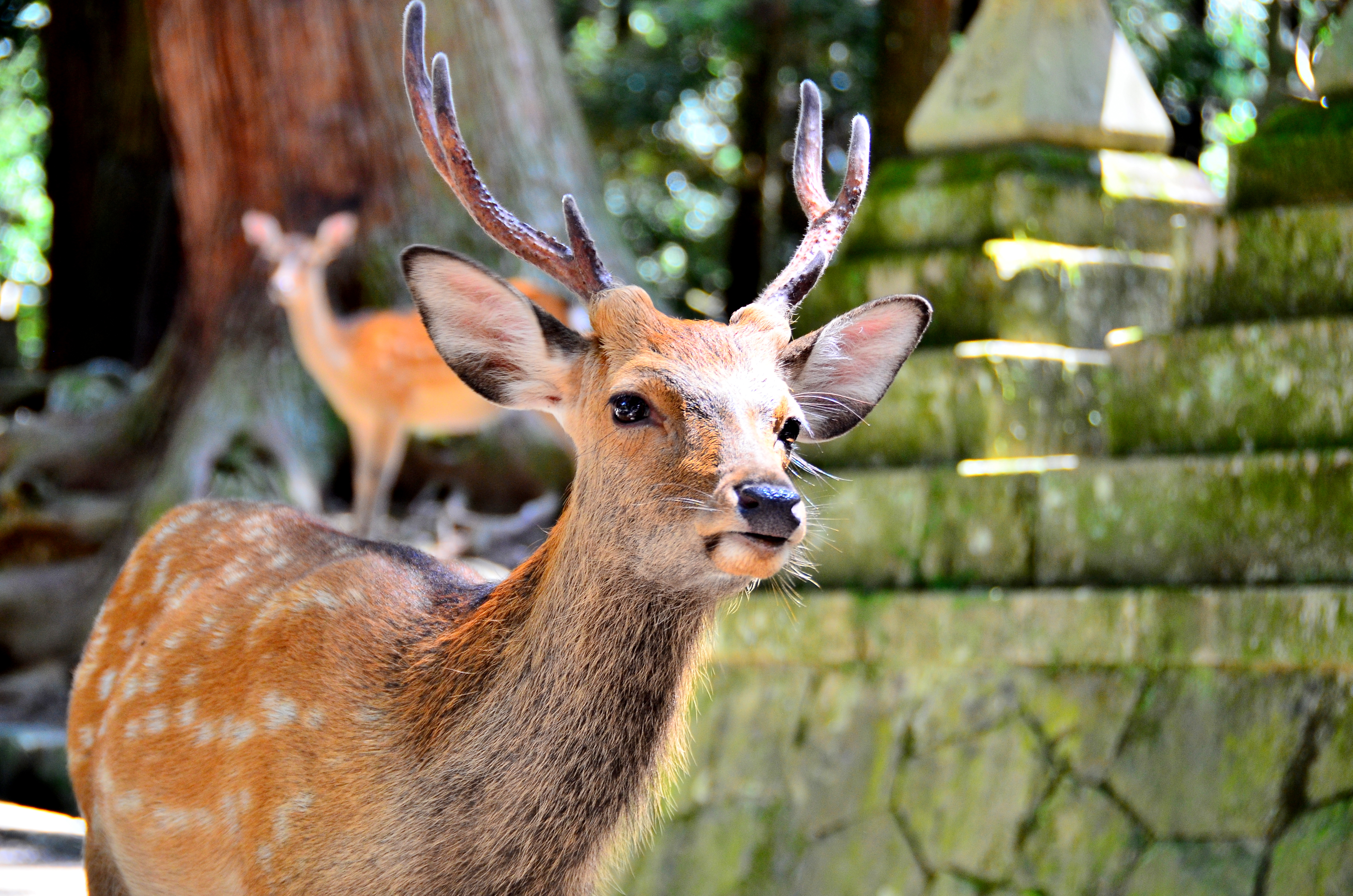
梅花鹿
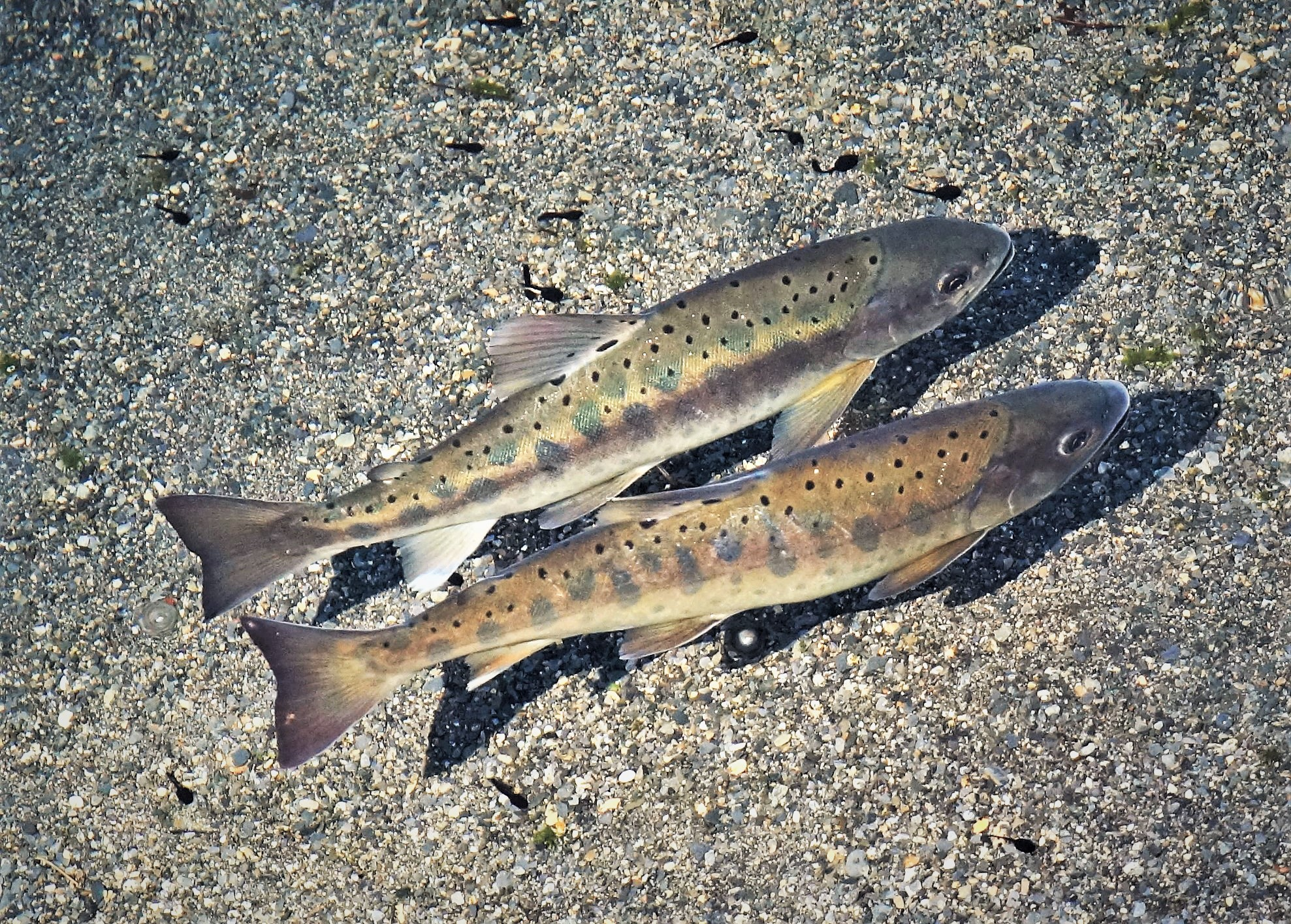
櫻花鉤吻鮭

### 植物

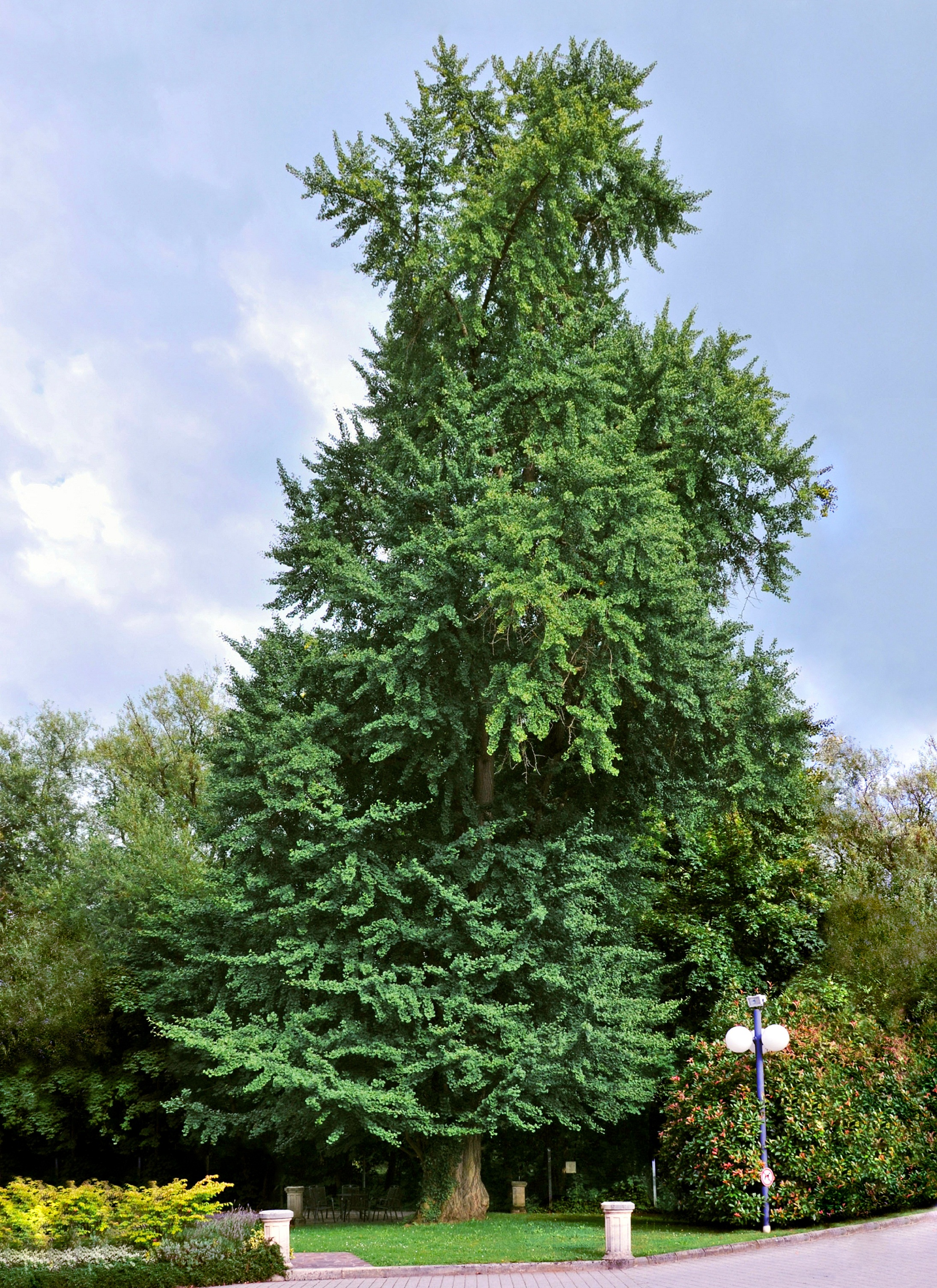
银杏
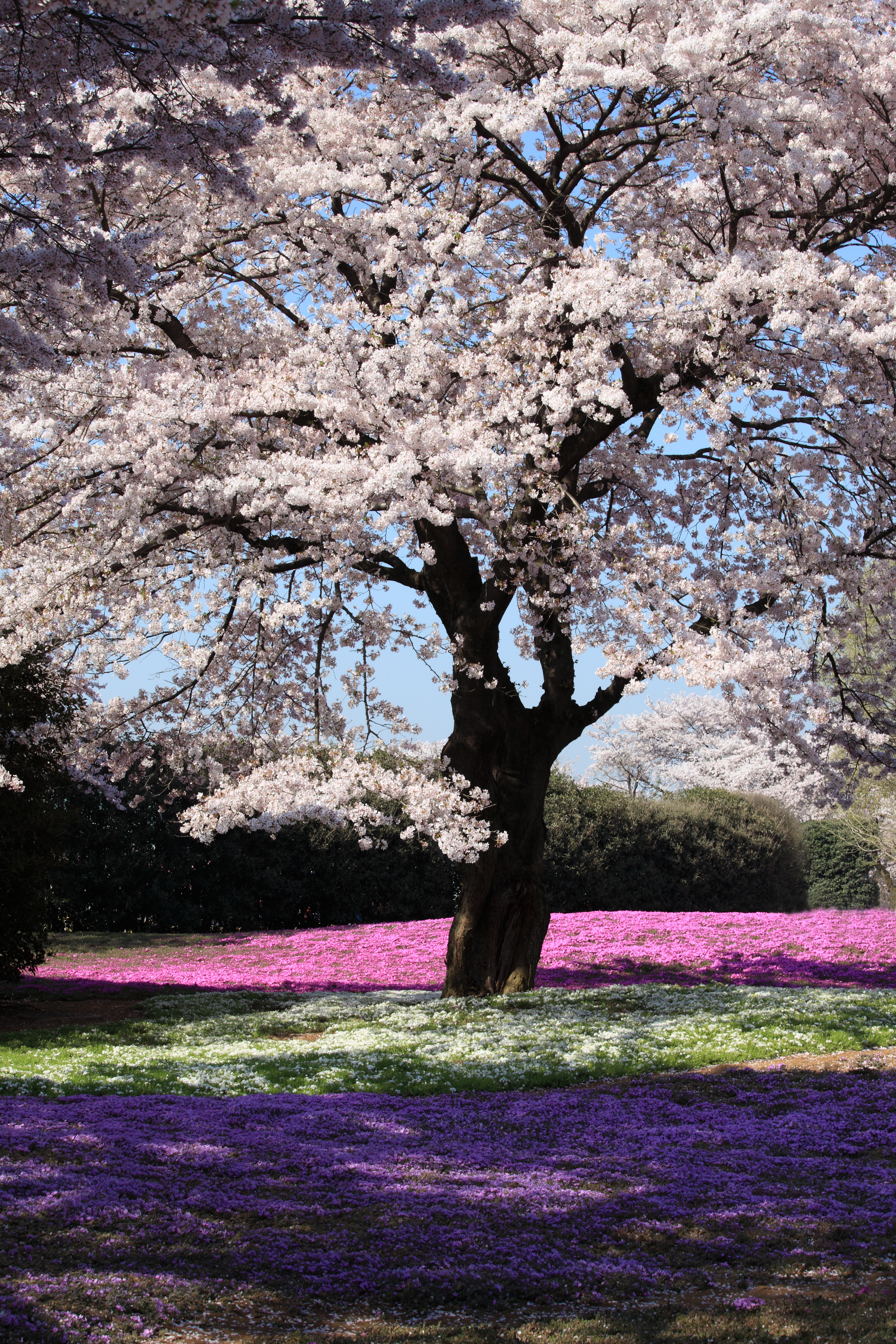
樱花
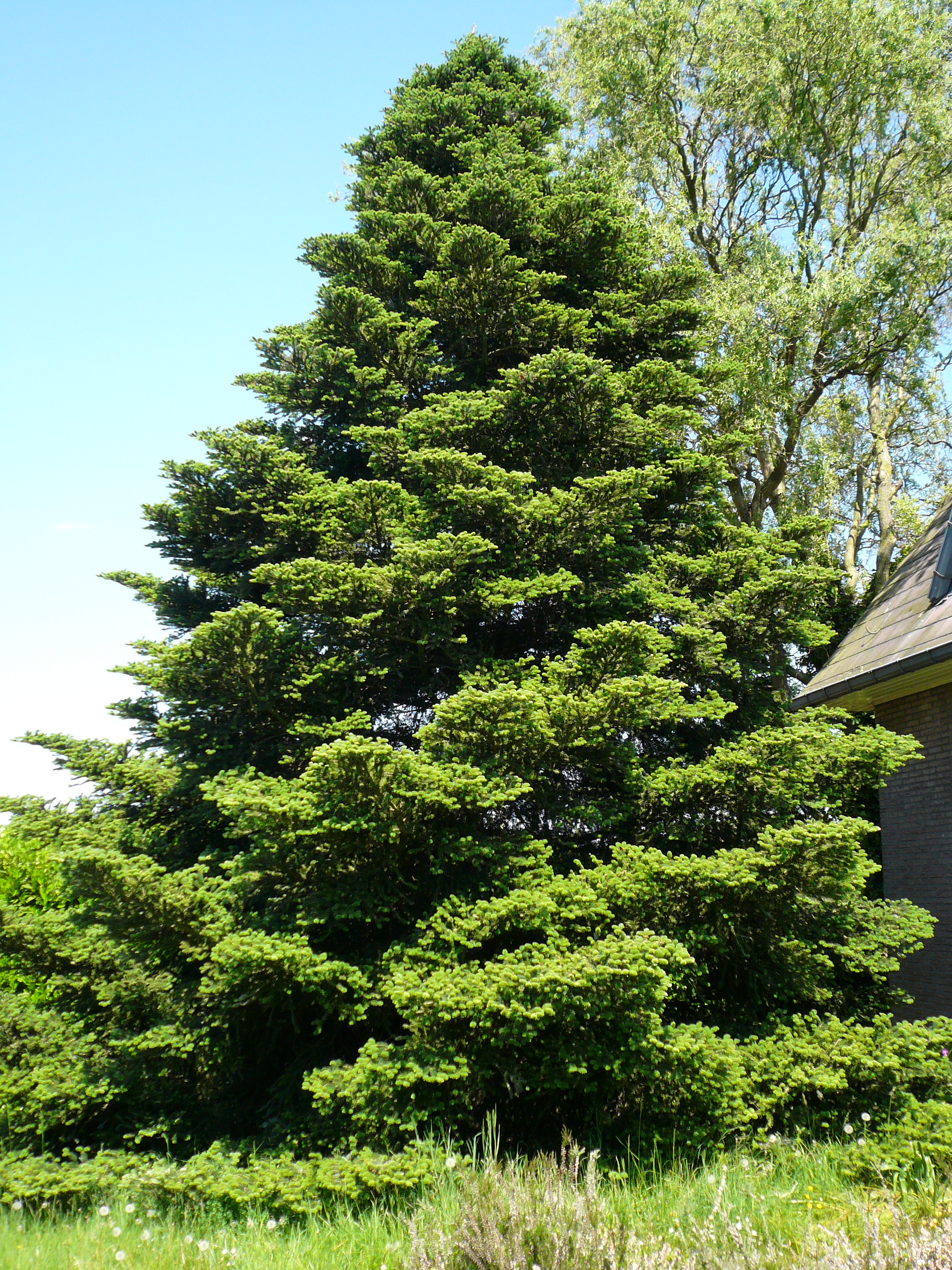
朝鮮冷杉
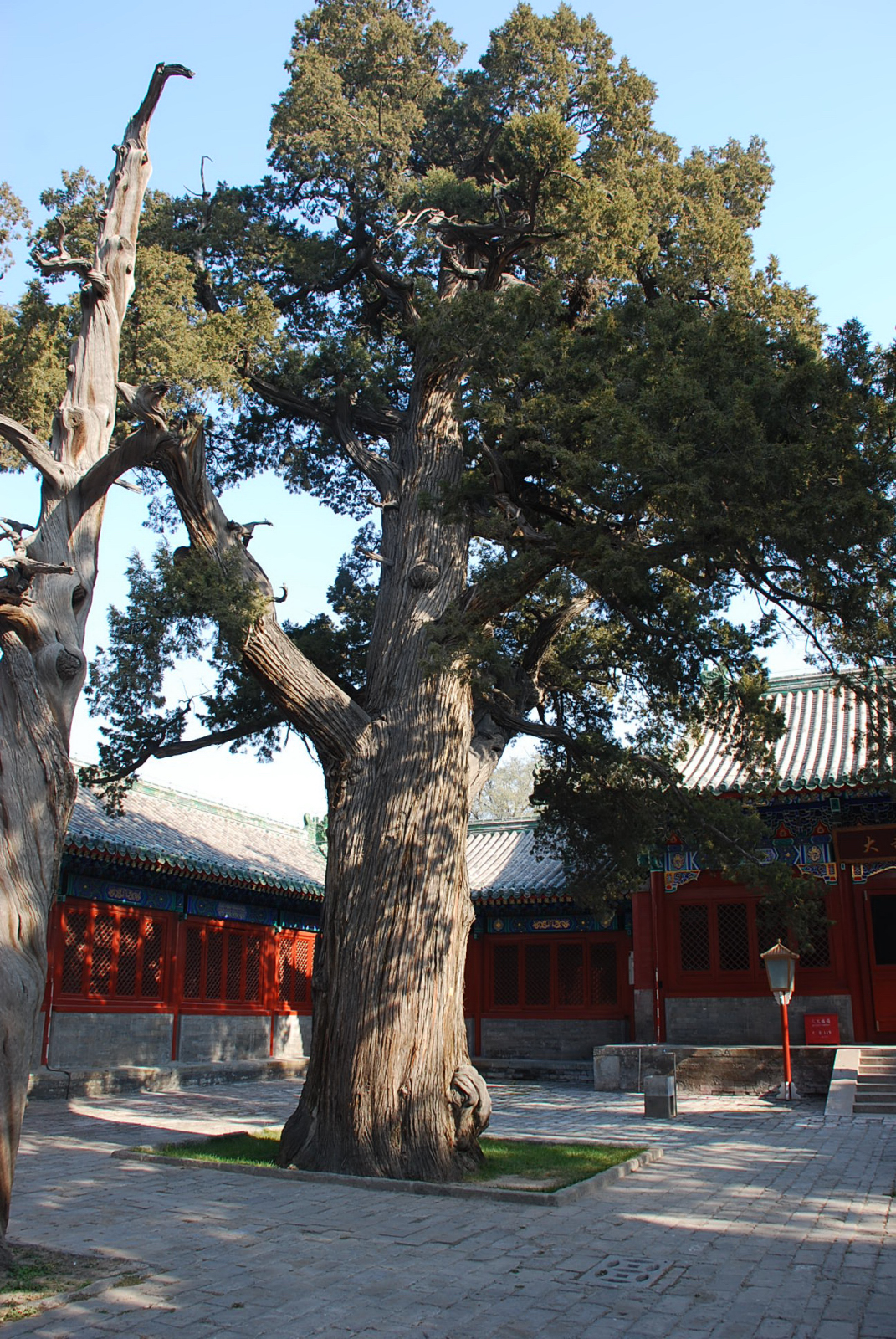
桧柏
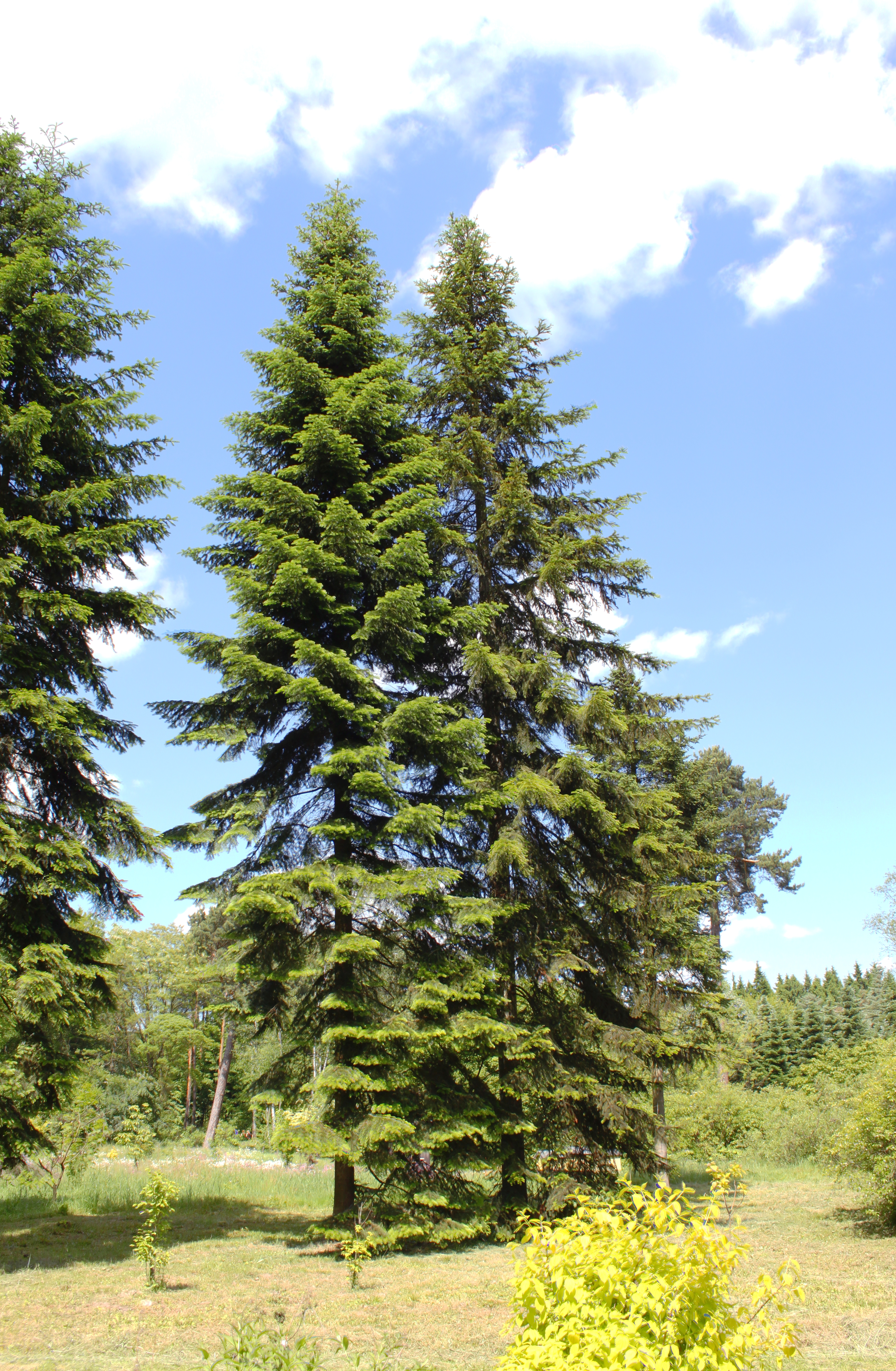
西伯利亚冷杉

## 經濟

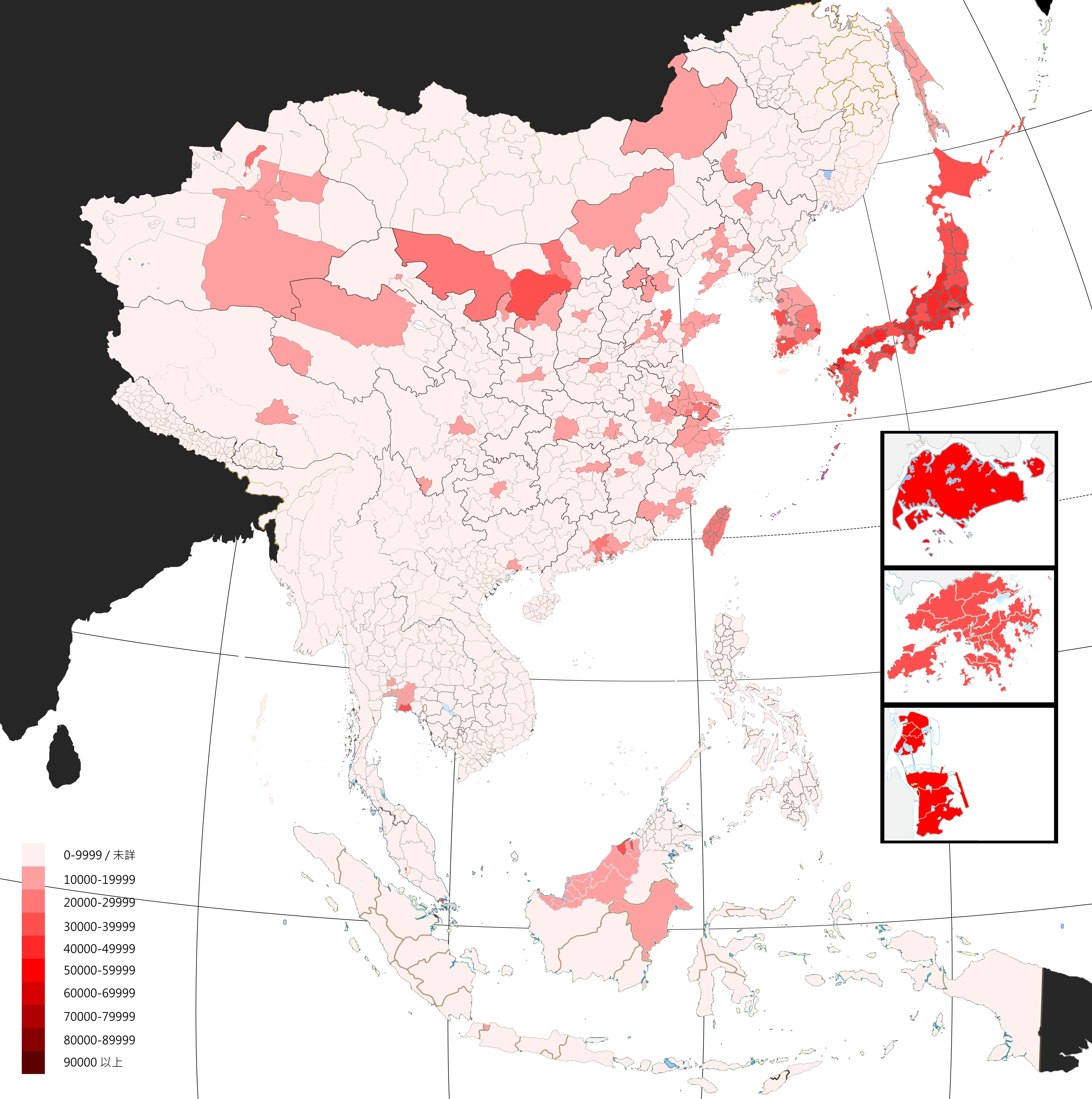
2015年東亞和東南亞各行政區現價人均生產總值統計地圖（全年國際匯率平均價兑美元）

東亞部分經濟體在現代化轉型中取得成功，本區域在世界上的政治、經濟重要性正日益提升。中國大陸已取得經貿世界第二的地位，科技领域也位于东亚前列；日本在經貿和科技方面佔有東亞重要地位；台湾和南韓都在世界經貿體系中爭得一席之地；此外，上述幾個經濟體間的分工合作和貿易整合，更在世界貿易組織、亞洲太平洋經濟合作組織等國際組織的框架下日趨緊密。依此趨勢，二十一世紀的東亞，有成為世界一個新經貿核心的潛力。

### 經濟体

#### 台湾

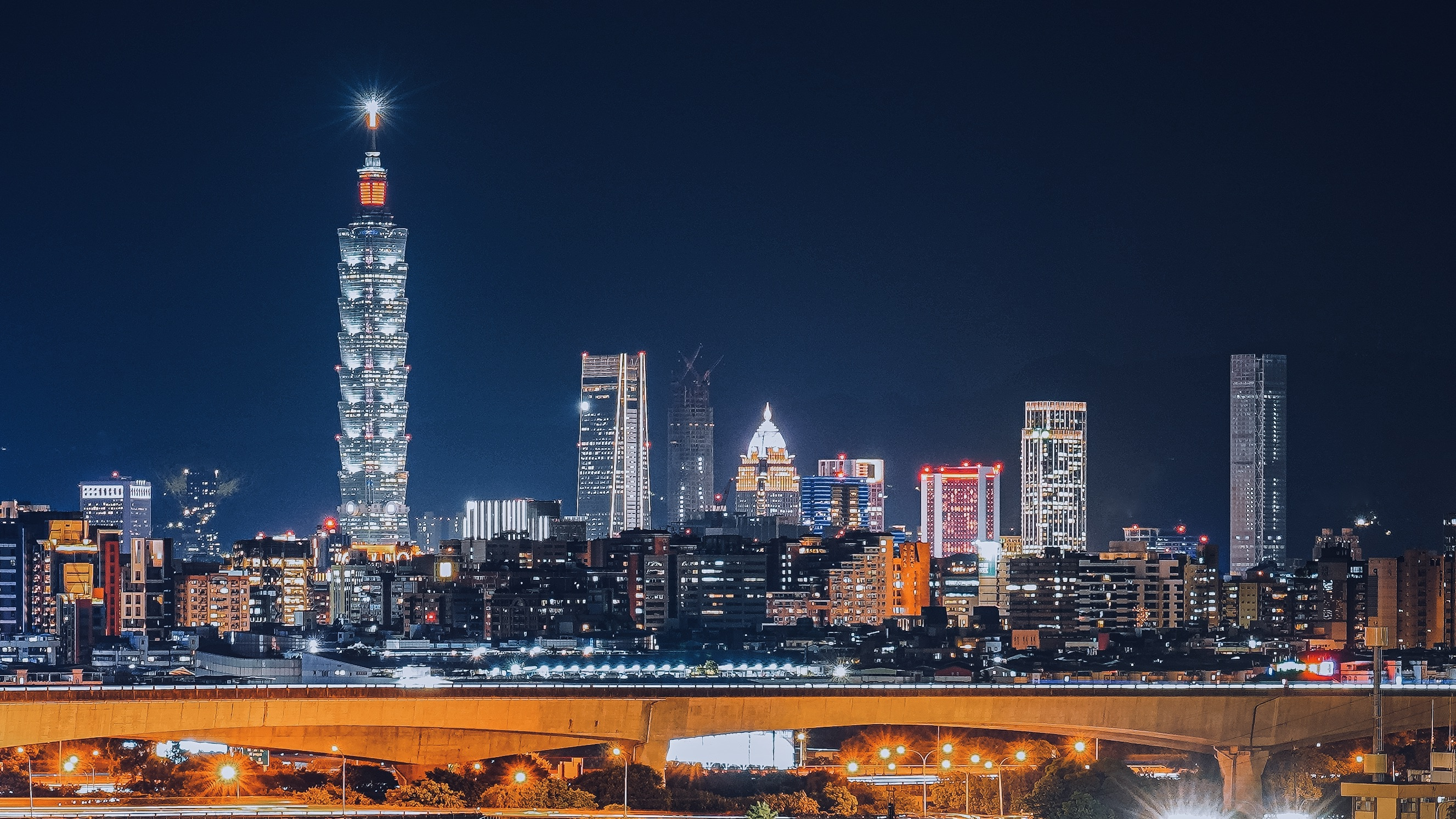
臺北市信義區是全世界百貨公司最密集的三級行政區

台湾的經濟水準和生活條件已達發達國家定義之標準。台灣經濟自1963年至1996年平均年經濟成長率超過9%。以農業發展工業、進口替代、加工出口、產業結構轉型一路發展至今。台灣近年來的主力產業為高科技、電子、通訊產品，以及汽車的代工生產；尤其以電腦零組件在全球供應鏈當中擁有極高的市場佔有率。與中國大陸、日本、美國經貿往來密切。

#### 中國大陸

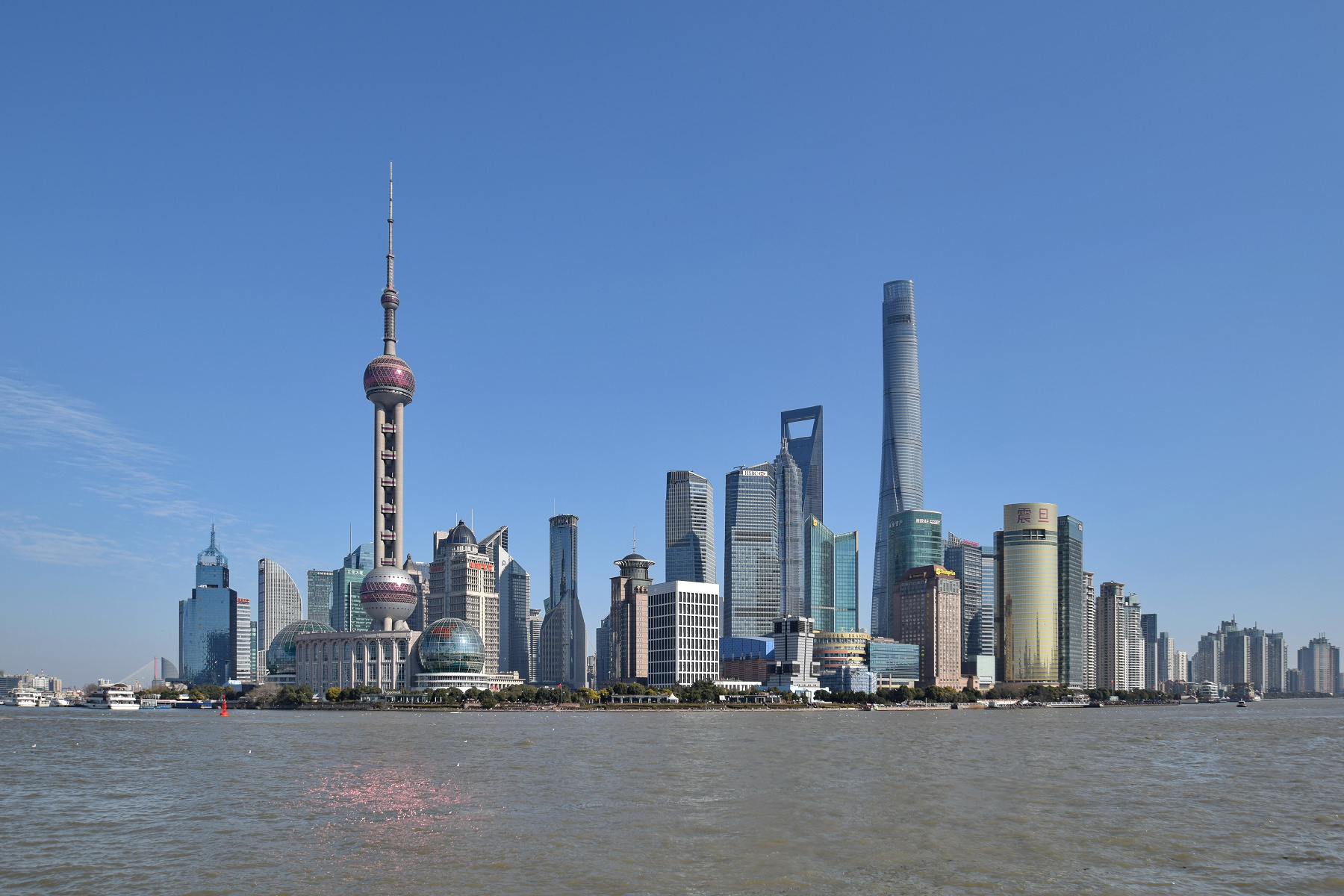
上海是世界的贸易、金融、运输中心，同时是世界最繁忙的集装箱港

1978年改革開放，及後來1991年蘇聯解體，世界勞動力出现十億以上的貧窮人口，勞動力的大幅增加成为發達国家的重要機遇，可承载發達国家對低技术勞動力的需求。1990年代以來，全球產業结构出现重大變化，世界发达国家为实现生产要素优化配置，将其大部分劳力密集工业及低技术产业转移至勞動力價格較低的經濟體。由於全球產業分工造成的規模經濟優勢，以生產出口導向的製品為主的中国大陸经济在世界貿易體系中扮演愈發重要的角色。1996年上海合作組織成立，鼓励各成员在政治、经贸、科技、文化、教育、能源、交通、环保及其它领域的合作。後來，在2001年被接納加入世界貿易組織，標誌經貿發展與世界更為緊密的合作。現時中国東部沿海及內陸部分城市已發展成发达和准發達地區，人均地区生产总值（生產性）及人均國民收入也顯著提升。2010年中華人民共和國的總體國內生產毛額成为世界第二。2020年中国大陸GDP更是超过15万亿美元，是亚洲下一个最有潜力成为发达国家的经济体。

#### 香港

香港是世界重要的金融、贸易中心

在英國殖民地時期，香港歷經轉口港、工業城市80年代开始並逐漸發展成一個商業、金融活動匯聚的國際要港。中華人民共和國改革開放以來，香港順勢成為中國大陸迎接國際投資以及原物料產品轉運的最主要窗口。隨著香港回归，與中國大陸的經濟交流日益頻繁，帶動珠江三角洲地區產業高度開發。香港當前的經濟活動以航運、物流、金融、旅遊和服務業為主。香港以一个城市型经济创造的GDP高于众多亚洲經濟體，是亚洲以及世界最为富裕的地区之一。

#### 澳門

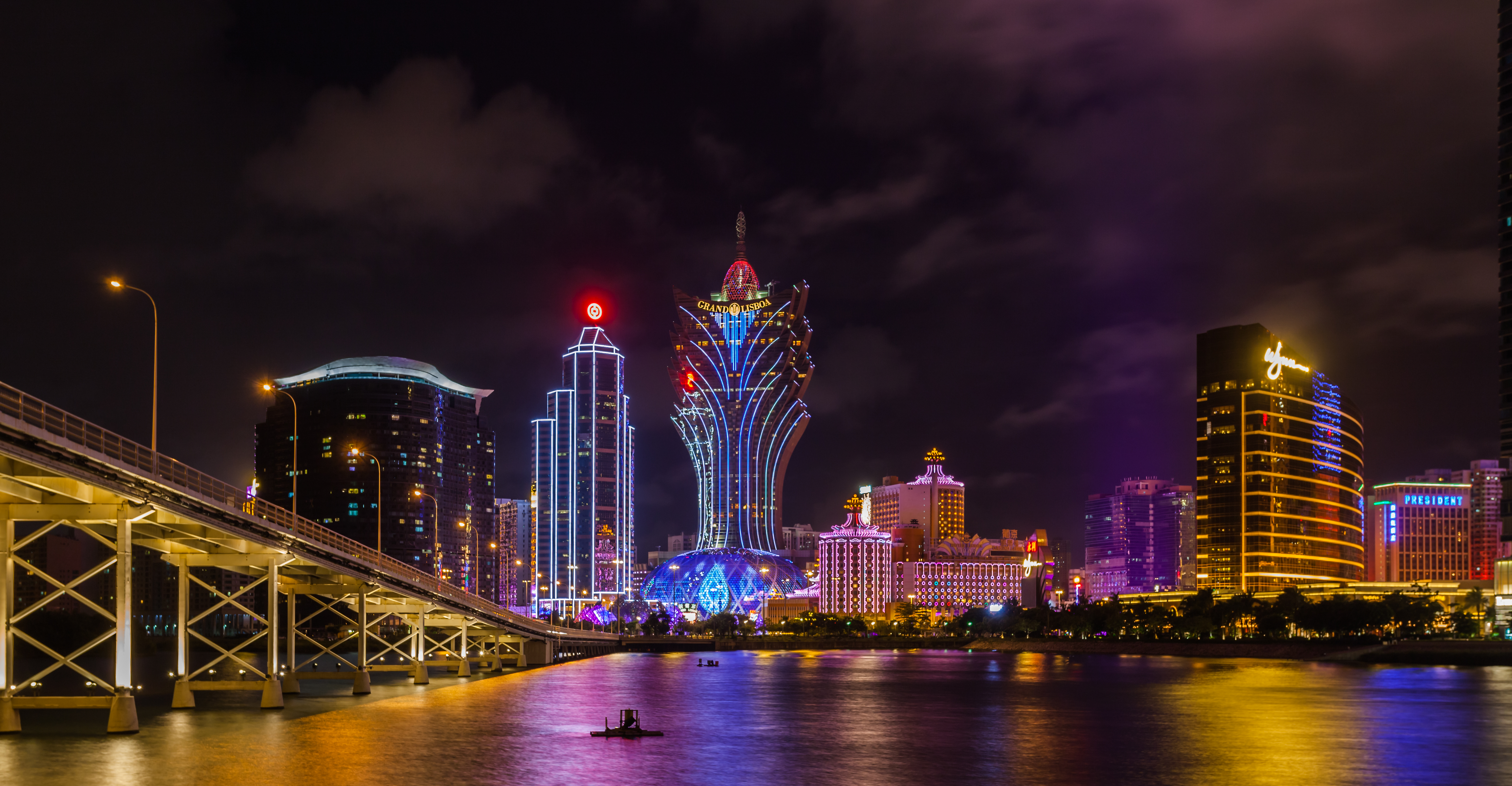
澳門的博彩业及旅游业发达，现时已发展为“世界上第一大赌城”

澳門在1970年代後逐漸發展成一個世界級博彩旅遊城市，經濟亦屬發達之列。1999年澳門回归後，經濟以旅遊和服務業為主。2019年澳门的人均GDP为81,151美元，排名亚洲第一，世界第三。

#### 日本

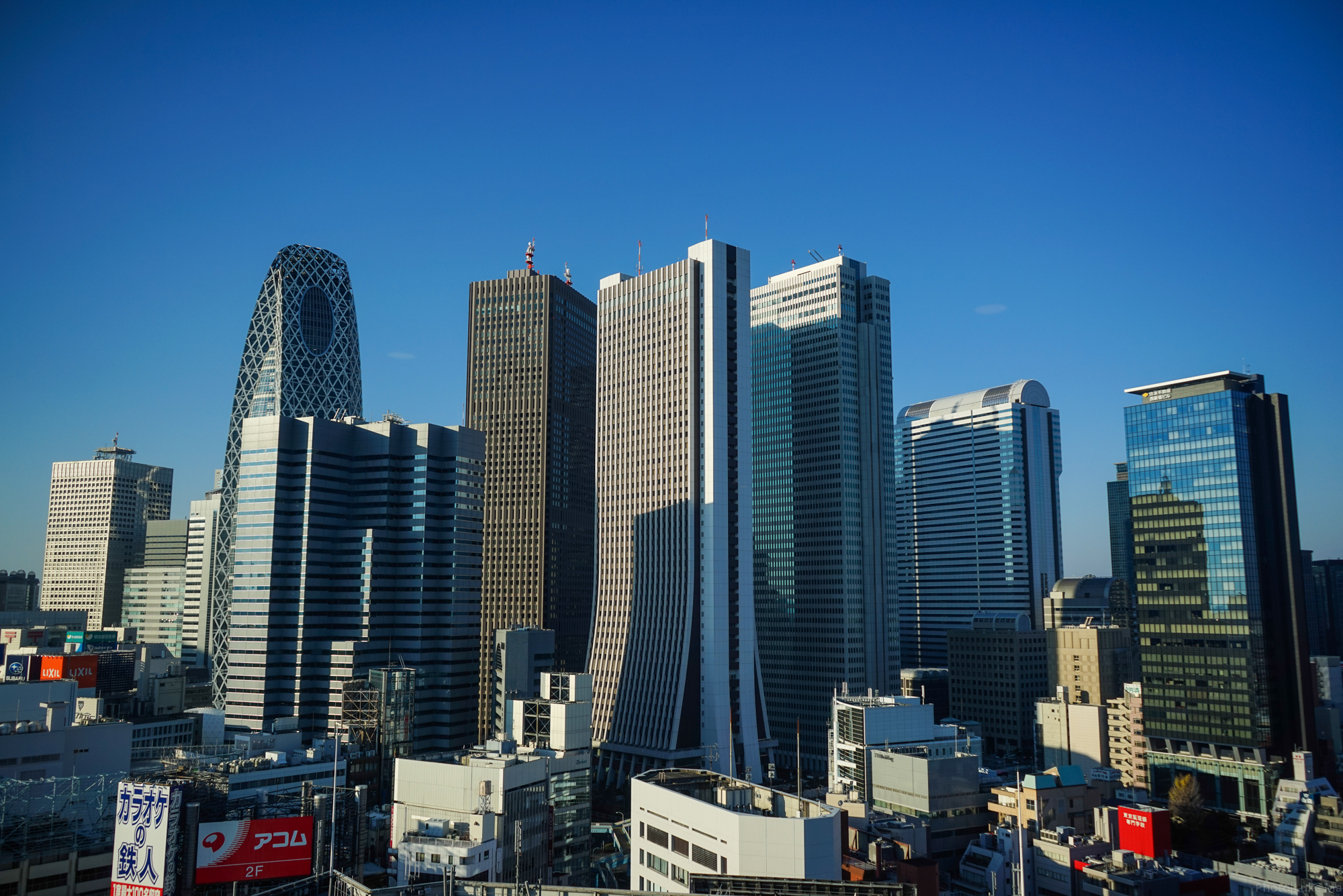
2010年，東京都是全日本以至全世界人均总生产值最高的都會區

日本在戰後首先利用供應韓戰前線的軍需品的契機重建其經濟。1960年代以後，日本經濟迅速發展，企業得以累積大量的資本。1970年代以後，日本資本、技術密集的精密製造業已十分發達，外銷的汽車、家用電器等類產品销售至全球市場，經濟快速成長。東京—橫濱、大阪—神戶等城市是世界規模最為龐大（無論人口或富有程度）的都會區。日本的人均生产总值（生産性）於1970年代至1990年代中期近乎領先全世界發達地區，包括美国。這段時期日本製造業在技術改進和產品外銷等方面所取得的重大成就，奠定了日本雄厚的經濟基礎。雖然經歷美日貿易摩擦、泡沫經濟破滅等打擊，導致1990年代以來的日本經濟發展趨勢呈現停滯甚至是倒退，但是今日的日本仍為世界領先的經濟體，全世界最发达生活水平极高的国家之一，國內生產毛額排名世界第四。然而日本的生産性已不及以往。當前日本的產業以服務業、航運、金融、高科技研發等為主。日本的戰略兩難：後冷戰時期的美日安保條約與日中关系政治摩擦。
2007年，日本關東地方的GDP達203兆7486億日圓，高於當時的俄羅斯和印度，是世界一個龐大的經濟區域。

#### 北韓

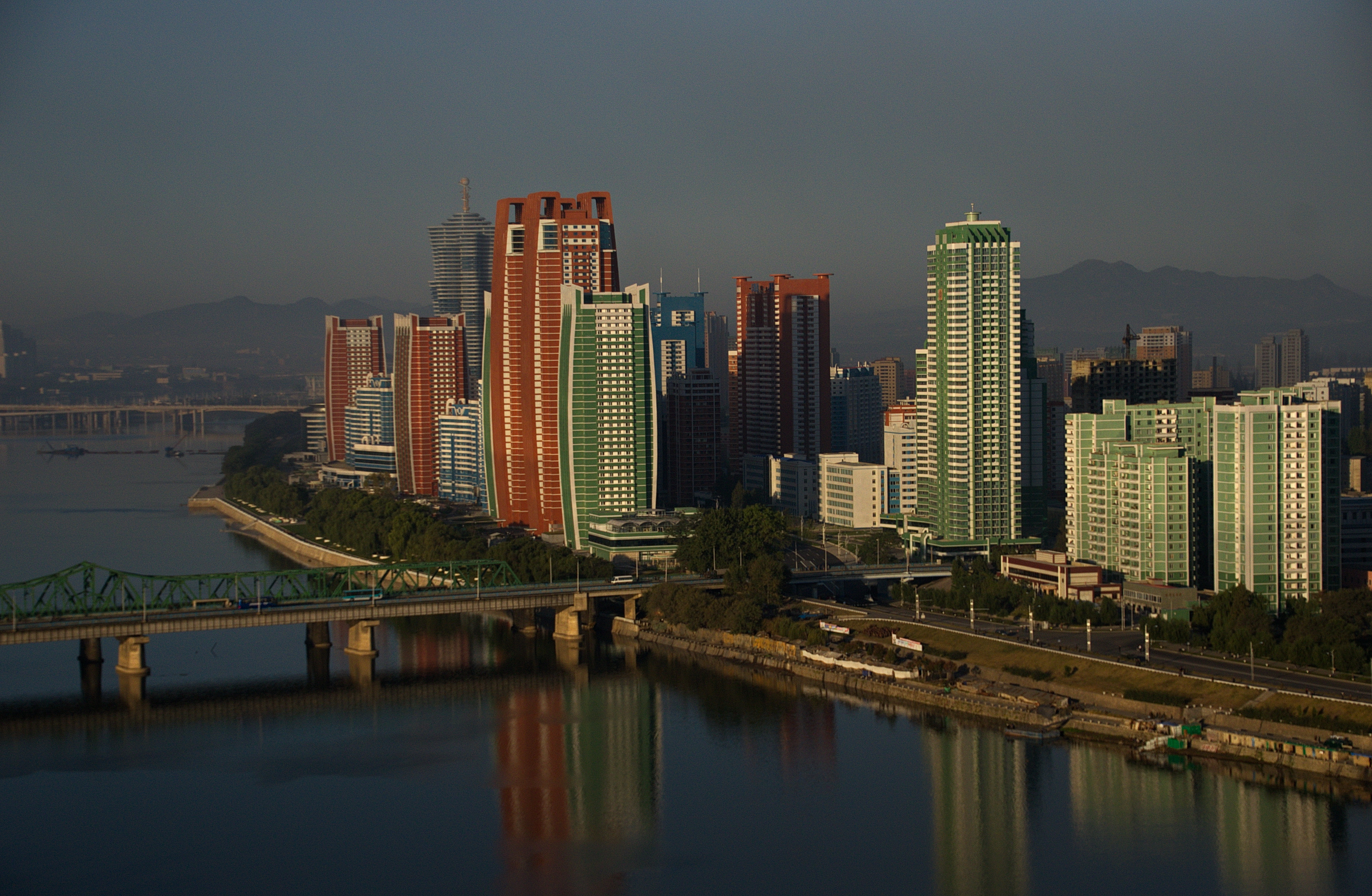
平壤是朝鲜民主主义人民共和国首都，同时也是朝鲜半岛的都会区之一

朝鮮民主主義人民共和國執政黨為朝鮮勞動黨，在朝鮮半島統一問題、六方會談、導彈試射、核武器試爆和人權等議題上受到世界關注，施行計劃經濟，經濟活動以傳統農業和軍事工業為主，同時發展小規模的民用工業及旅遊業。

#### 南韓

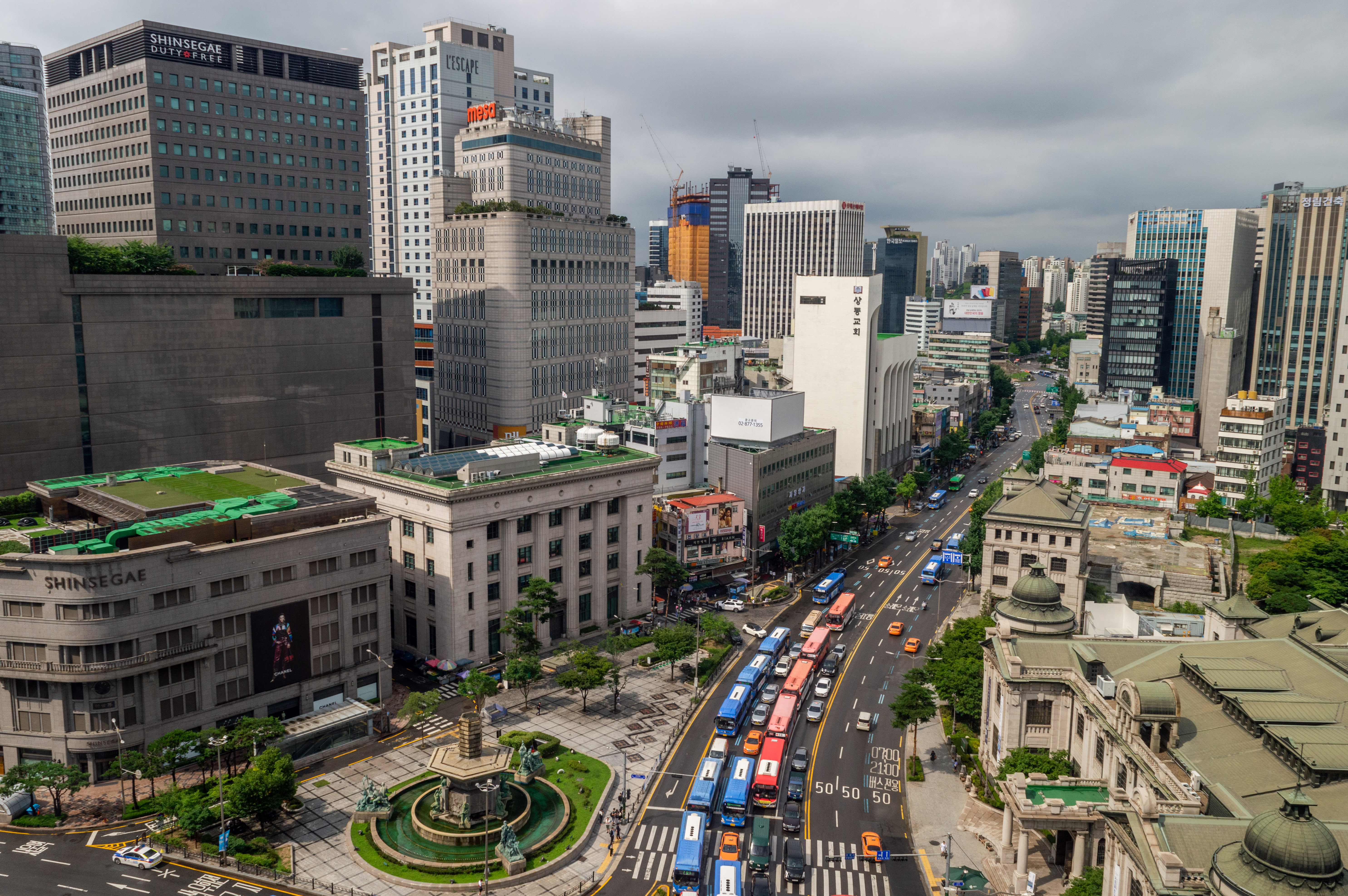
首爾是大韓民國首都及經濟、科技、文化中心，亦是朝鮮半島人口最多的城市

大韓民國在二戰結束時還是世界最貧窮的經濟體之一，因為良好的政治環境和順利的外交策略使得韓國與台湾、新加坡、香港並稱「亞洲四小龍」；經濟現代化自1980年代以來取得顯著的成功並於近年被列入新興工業化國家。韓國近年來的主力產業為電子、通訊產品以及汽車製造業；尤其液晶顯示器在全球供應網絡當中擁有極高的市場佔有率。2006年开始韩国已经被世界银行以及IMF列为发达国家，2019年韩国人均GDP超过三万美元，为世界第12大经济体。

#### 蒙古

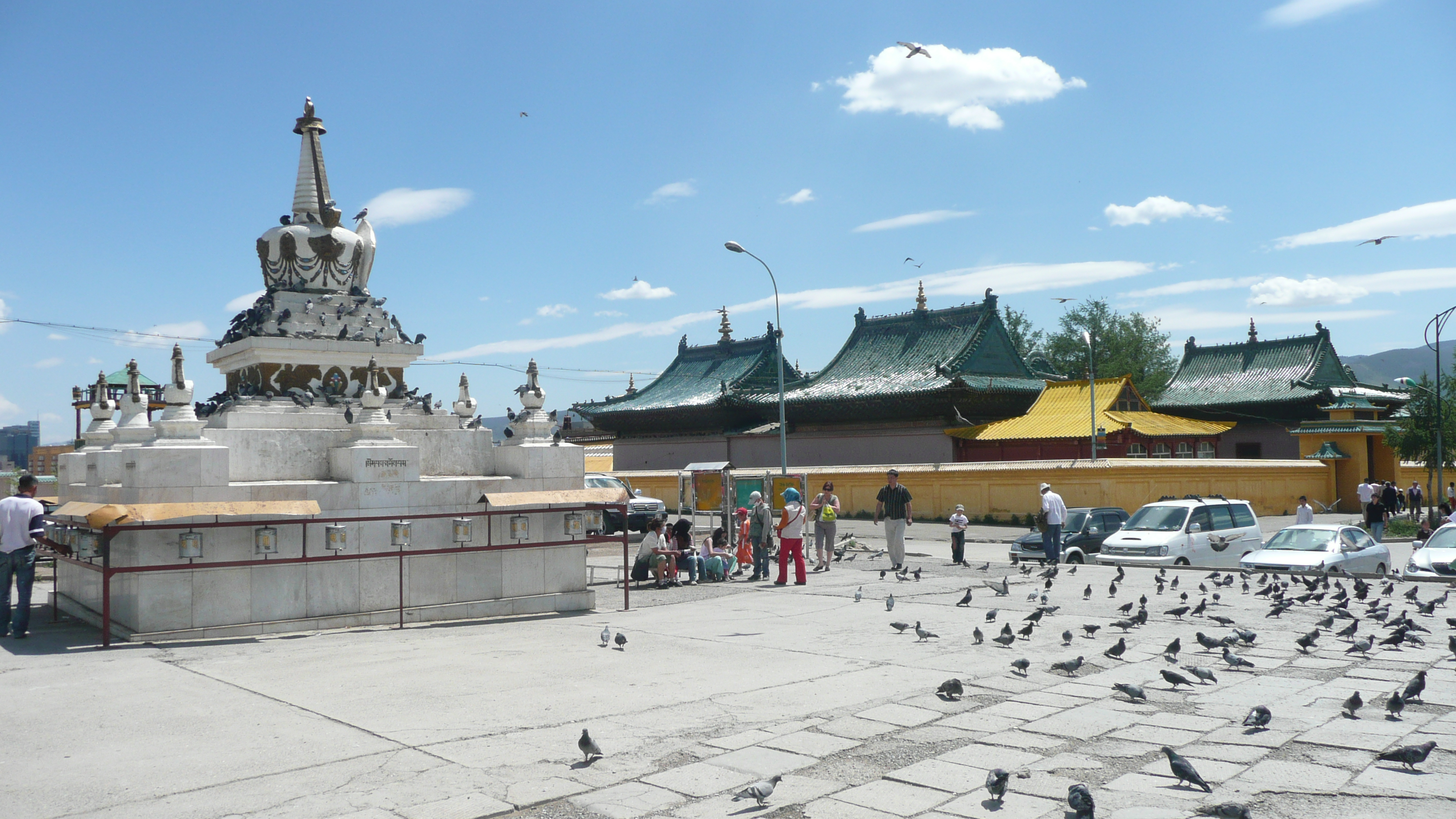
乌兰巴托是為蒙古国首都和最大城市

蒙古國缺乏現代化工業基礎，經濟仍以矿业為主。蒙古經濟相對落後，人均GDP（2011年）在世界上排名第118。蘇聯解體前，蒙古接受蘇聯大量援助。蘇聯解體後，蒙古工業基礎薄弱、生產技術落後、生態環境破壞、荒漠化嚴重、基礎建設不足等問題浮現。近年来，自2002年起，蒙古的经济持续发展，每年的GDP成长6%左右；2007年GDP成长有9%。与此同时，約36%的國民生活在贫困线以下，失业率和通货膨胀率目前高居不下。近年來隨著礦產的開發，經濟成長快速。2011年經濟成長率達17%，高居世界第一，但随着煤炭价格下跌，经济濒临崩溃。蒙古国最大的贸易伙伴是中国大陸。在2006年，蒙古的出口有68.4%是到中国大陸，而来自中国大陸的进口商品占全部进口的29.8%。主要出口畜產品、礦產，進口機器設備、燃料、工業原料和生活日用品等。蒙古国的石油产品进口80%以上来自俄国。在蒙古投资和帮助蒙古建设的国家多为其周边国家，包括中國大陸、日本、韩国、俄国等。

### 经济产业
南方地區由于亞熱帶溫暖潮濕的氣候條件，平原種植水稻、養殖蠶絲，丘陵種植茶葉等均為重要營生。北方地區的温带則較多種植麥、黍、高粱等作物。而西北部內陸地區地勢高，氣候乾旱，農業較不發達，人口相對稀少；不過在內外蒙古遼闊的草原地帶，畜牧業相當興盛。長期以來，中華人民共和國與俄羅斯和哈薩克等地之間的邊境貿易也十分發達，互易有無，延續中古以來「絲綢之路」貿易的傳統。19世紀下半葉，台灣出產的樟腦曾是世界主要的供應源；後來茶葉、砂糖陸續成為重要的出口品。二十世紀下半葉，隨著整體經濟轉型，台灣農業逐漸往精緻方向發展，香蕉、蓮霧、芭樂等品項出口成績不俗，贏得「水果王國」的稱號。朝鮮半島自古土壤肥沃，適合種植多種糧食蔬果，一直以白菜、蘿蔔和高麗菜最具代表性，發展出豐富的泡菜文化，延續至今。日本自古已種水稻，由於耕地不足，海鮮自古即為大和民族主要的食物來源，甚至發展出獨特的刺身，日本漁業至今仍相當發達。蒙古以畜牧业为主。

### 经济数据
| 經濟體   | 名义GDP （十亿美元，2020） | 人均名义GDP （美元，2020） | 购买力平价GDP （十亿美元，2020） | 人均购买力平价GDP （美元，2020） |
| -------- | -------------------------- | -------------------------- | -------------------------------- | -------------------------------- |
| 臺灣     | 635.547                    | 26,910.229                 | 1,275.805                        | 54,019.882                       |
| 中国大陆 | 15,222.155                 | 10,839.435                 | 24,162.435                       | 17,205.654                       |
| 香港     | 341.319                    | 45,175.727                 | 439.459                          | 58,165.200                       |
| 澳門     | 26.348                     | 38,769.201                 | 40.049                           | 58,930.534                       |
| 日本     | 4,910.580                  | 39,047.860                 | 5,236.138                        | 41,636.628                       |
| 蒙古     | 13.385                     | 3,989.927                  | 41.125                           | 12,259.059                       |
| 北韓     | N/A                        | N/A                        | N/A                              | N/A                              |
| 南韓     | 1,586.786                  | 30,644.427                 | 2,293.475                        | 44,292.194                       |

## 人口

### 人口数
| 地区     | 面积 km2  | 人口          | 人口密度 每 km2 | 人类发展指数 |
| -------- | --------- | ------------- | --------------- | ------------ |
| 臺灣     | 36,197    | 23,375,314    | 645.7           | 0.917        |
| 中国大陆 | 9,640,011 | 1,425,893,465 | 138             | 0.752        |
| 香港     | 1,104     | 7,494,578     | 6,390           | 0.933        |
| 澳門     | 30        | 686,607       | 18,662          | 0.909        |
| 日本     | 377,930   | 125,470,000   | 331.9           | 0.919        |
| 蒙古     | 1,564,100 | 3,347,782     | 2               | 0.741        |
| 北韓     | 120,538   | 25,971,909    | 198             | 0.733        |
| 南韓     | 100,210   | 51,638,809    | 515.3           | 0.903        |

### 民族

#### 中華民族
辛亥革命之後，由於五族共和與民族融合的口號廣為流傳以及隨著諸多學者的提倡，使得「中華民族」而廣為人知。中華民族並不是單純的民族、種族、公民的人群分類概念，而是一個政治詞彙，是生活在大中華地區境內各民族及海外華人的統稱。中国大陆官方定义中华民族有56個民族，其中包括漢族和55個少數民族。在台灣，有台灣原住民族（目前官方認定有16族）和汉族存在，其中漢族占多數。2010年臺灣的國族認同調查顯示，八成的民眾認同自己是「全球華人的一份子」
。

#### 大和民族
日本列島最早在20萬年前出現古人類，日本列島已知最早的人類化石可追溯到約3萬年前。舊石器時代後期，在日本列島生活的原始人類可大致分爲繩文人和外來的彌生人兩大族羣。繩文人得名於其製作的繩文圖案的陶器。繩文人的特徵是，眉間突出，鼻根凹陷，眉毛濃重，大眼睛，雙眼皮，嘴脣稍厚，顎骨發達。彌生人則主要來自亞洲大陸（主要經過朝鮮半島），與繩文人相比，彌生人臉型較長，鼻根較低，牙齒比繩文人略大。日本原始社會的居民自公元4世紀開始移居至全島，勢力最遠至北陸與出羽。
在上世紀初，曾有人類學家論證日本人的祖先是上古民族圖蘭人，圖蘭人來自中亞阿姆河以北，他們其中一支向東移居日本列島，成為日本人的祖先，這一説法在戰前得到了日本領導階級的支持和和應。
二戰前，日本人在朝鮮半島、臺灣島、庫頁島、北方四島、中國東北、夏威夷、關島及德國在太平洋島嶼的殖民地也有所分佈。二戰後，在美國和蘇聯主導下，原日本佔領區的日本國民、日軍戰俘大都被遣返回日本本土，總人數超過六百萬。其中，蘇聯更趁日本局勢混亂時趁機強佔庫頁島和北方四島，將島上的大和族和一些日本原住民全趕到北海道。在中國東北則由於日本軍隊的倉皇撤退，有上百萬人被滯留。與朝鮮人不同，代表中國的國民政府不承認遺華日僑擁有中華民國國籍，爲中華民國國民。包括東北在內，國民政府通過數年集體遣返，將大部分、近四百萬日本僑俘遣返回國。1949年中華人民共和國成立後，新政府再度集體遣返遺日華僑。中國東北當地家庭收留的數千日本人則留居於中國，又被稱為日本遺孤。1970年代起，日本遺孤大都選擇回到日本。留於中國並擁有中華人民共和國國籍者是爲極少數。日本裔不是官方認可的中國少數民族。
2016年，大和族的人口約1億2511萬7千人，主要分佈於整個日本列島，世界各地亦有少量分佈。

#### 朝鮮民族
朝鮮民族（韓民族）主要分布在朝鲜半岛及临近的中国东北和俄罗斯远东地区等地区，是朝鮮半島的主体民族，共有七千多万人口的朝鮮民族，此外朝鮮民族人口过百万的国家有中華人民共和國和美国，人口均在两百万以上。
在中華人民共和國境內的朝鮮族是官方认定的中國少數民族，也被称为朝鮮族。

#### 蒙古族
蒙古族约有1000万人，其中600万人居住在中国境内，尤其是内蒙古自治区和新疆及临近省份，其余分布在蒙古国以及俄罗斯。蒙古族所使用的蒙古语属阿尔泰语系。
当前蒙古国的国土是古代匈奴、鲜卑、柔然、突厥、契丹等多个游牧民族生活和建立政权过的地区。1206年成吉思汗建立蒙古帝国。1271年他的孙子忽必烈建立元朝。元朝灭亡后蒙古人退回蒙古草原，但经常在边境与明朝发生冲突。16到17世纪起蒙古人开始受到藏传佛教影响，

#### 琉球族
琉球人是琉球群島的主要民族，歷史上主要分布於琉球群島（包括今沖繩縣和鹿兒島縣的奄美群島），另有部分人生活在日本列島和台灣島等地。由於琉球群島在近代從獨立的民族國家成為日本的一部份，因而強調出身地的「沖繩人」、「先島人」和「奄美人」，在意義上不同於血統及文化論的「琉球族」。琉球族的原生語言是琉球語，如今有些琉球人已不會說琉球語，今日較通用的語言為日語或沖縄辯（琉球式日語）

#### 南岛民族
南岛民族指大洋洲和东南亚以南岛语系为语言的族群。考古学证据表明，说南岛语言的民族都和东南中国、马来西亚的稻米农业有文化交流。这种农业文明的農業技術最早被发现的考古傾向在中国大陆，而文化及民族源流最早依語言學和人類學證據則指向台灣，同时各种明确的证据都指出：南岛民族的发源地在臺灣島、婆羅洲或中国大陸南部。以福建發掘的曇石山遺址，漳州東山大帽山遺址，寧德霞浦縣黄瓜山贝丘遗址，泉州晉江庵山沙丘遗址，福州平潭壳丘头遗址，據考證都跟南島語族起源有淵源，舉例而言在福建出土石锛、石戈以及石叉等物品，在波利尼西亞仍常見，說明中國東南與南島民族極可能有文化移植的現象，雙方存有一定程度的交流。
而就生物學證據，Shutler and Marck於1975年發表論文，認為台灣是南島語最有可能的發源地以後，國際遺傳學界即接受他的研究成果。尤其是在Peter Bellwood於1991年在《科学美国人》（Scientific American）雜誌上，關於這個問題的論文發表以後，「南島語的發源地在台灣」這一個陳述，就幾乎已經是多數學者的共識；後來他再提出，南島民族由亞洲大陸而來，於西元前8000年左右到達臺灣，此後發展出卓越的航海能力，不斷分批移民至海外島嶼，另見；在開始很長一段時間後，曾一時暫止，然後又持續移民，而無論是擇居於大島或小島，多遍佈於亞熱帶和熱帶地區是一大特點。

### 人口品質
- 人类发展指数世界分布图按指数

## 語言
东亚语言分布大致可分為八大語系：漢藏語系、日本-琉球語系、韓語系和南島語系、南亞語系、侗台語系、苗瑤語系、阿爾泰語系。

### 漢藏語系

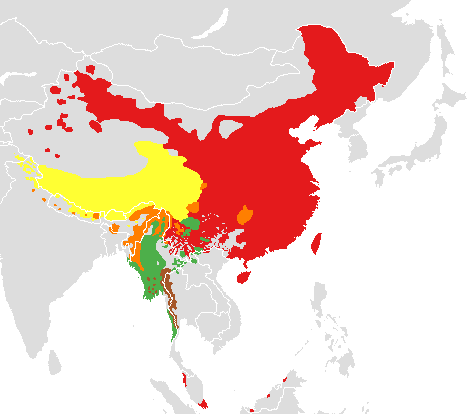
漢藏語系

汉藏语系包含汉语和藏缅语族，共计约400种语言，使用者主要分布在中國大陸、香港、澳門、臺灣、缅甸、新加坡等各地区。在中華地區被廣泛使用的漢語，或称国语，或稱普通話，是以北京音系爲基礎的官話。

### 阿爾泰語系

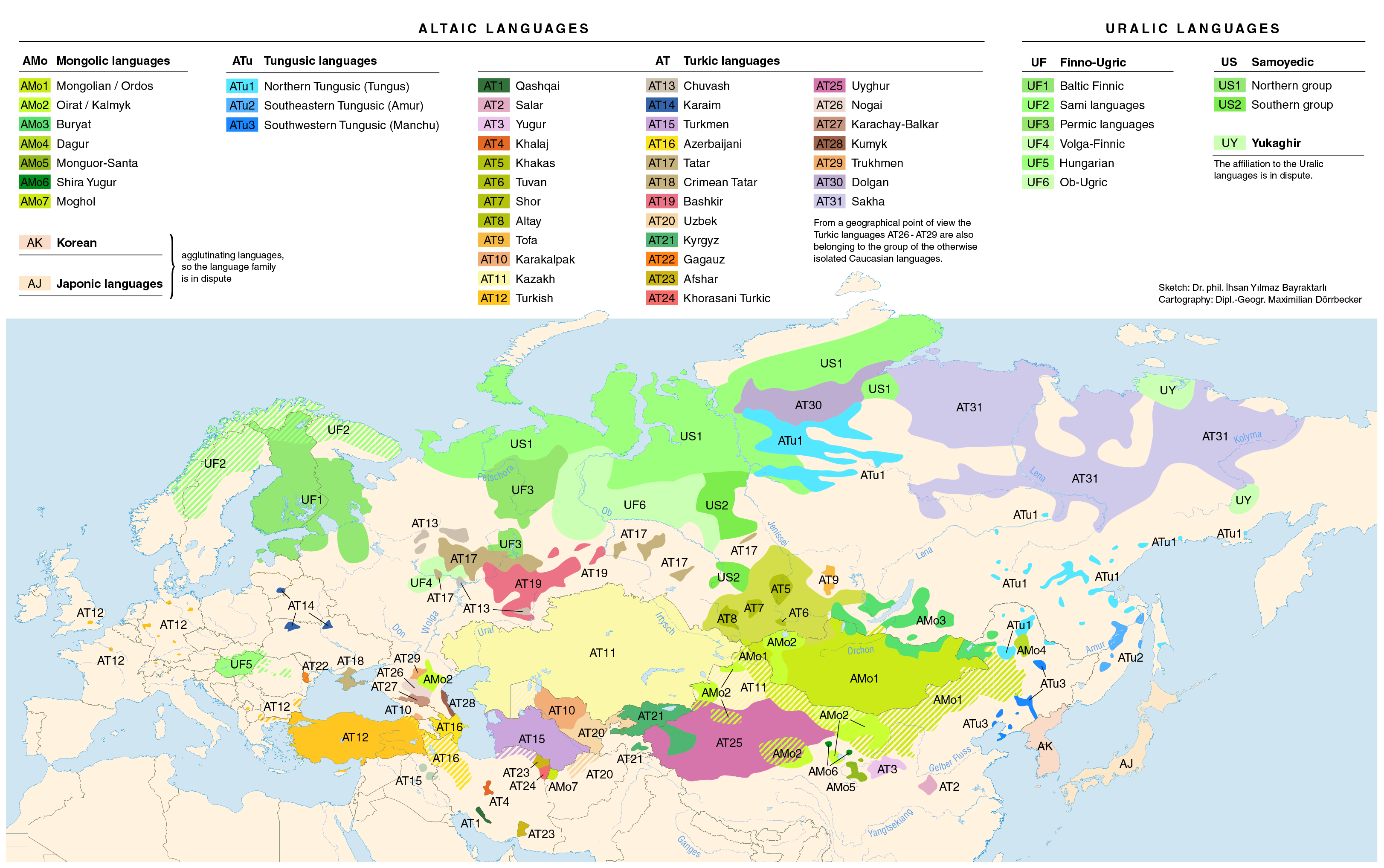
阿爾泰語係及與其相似的乌拉尔语系和尤卡吉尔语系的分布

阿爾泰語系是一個語言學家提出的假說，主要包含突厥语族、蒙古语族和通古斯语族三个分支，分布地在蒙古、中亞、西伯利亞與中國大陸，有时也包括韓語系、日本-琉球語系或是和乌拉尔语系划分为一组语群即乌拉尔-阿尔泰语系。

### 侗台語系

侗台語系分布

侗台語系分布地主要在中國大陸廣西、海南、貴州、雲南與東南亞。

### 苗瑤語系

苗瑤語系

苗瑤語系分布地主要在中國大陸貴州、廣西、雲南與東南亞。

### 南島語系

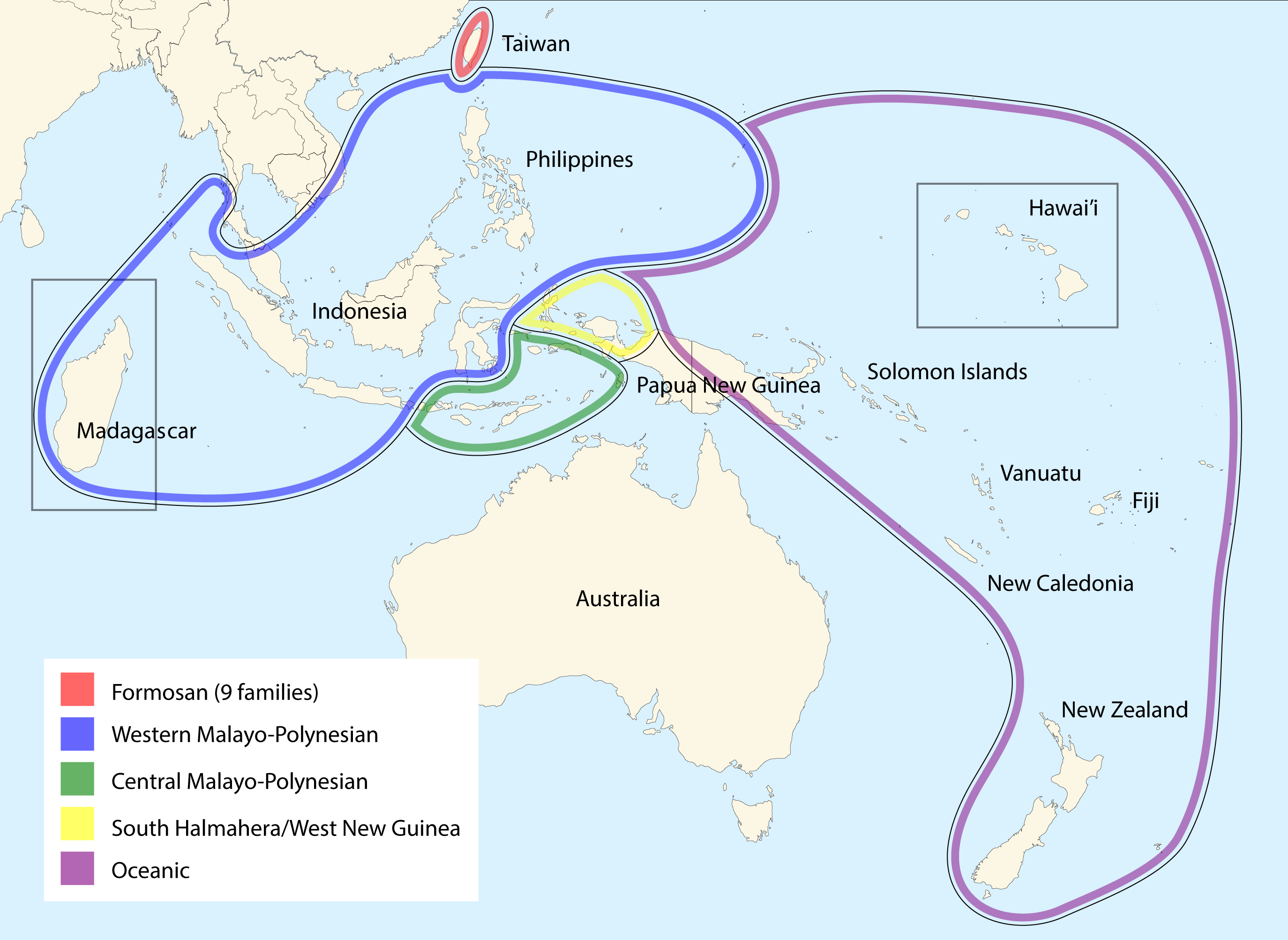
南島語系

南岛语系是主要由南岛民族所使用的语言，共有1257种语言，使用者主要分布在岛屿上。

## 種族與遺傳學

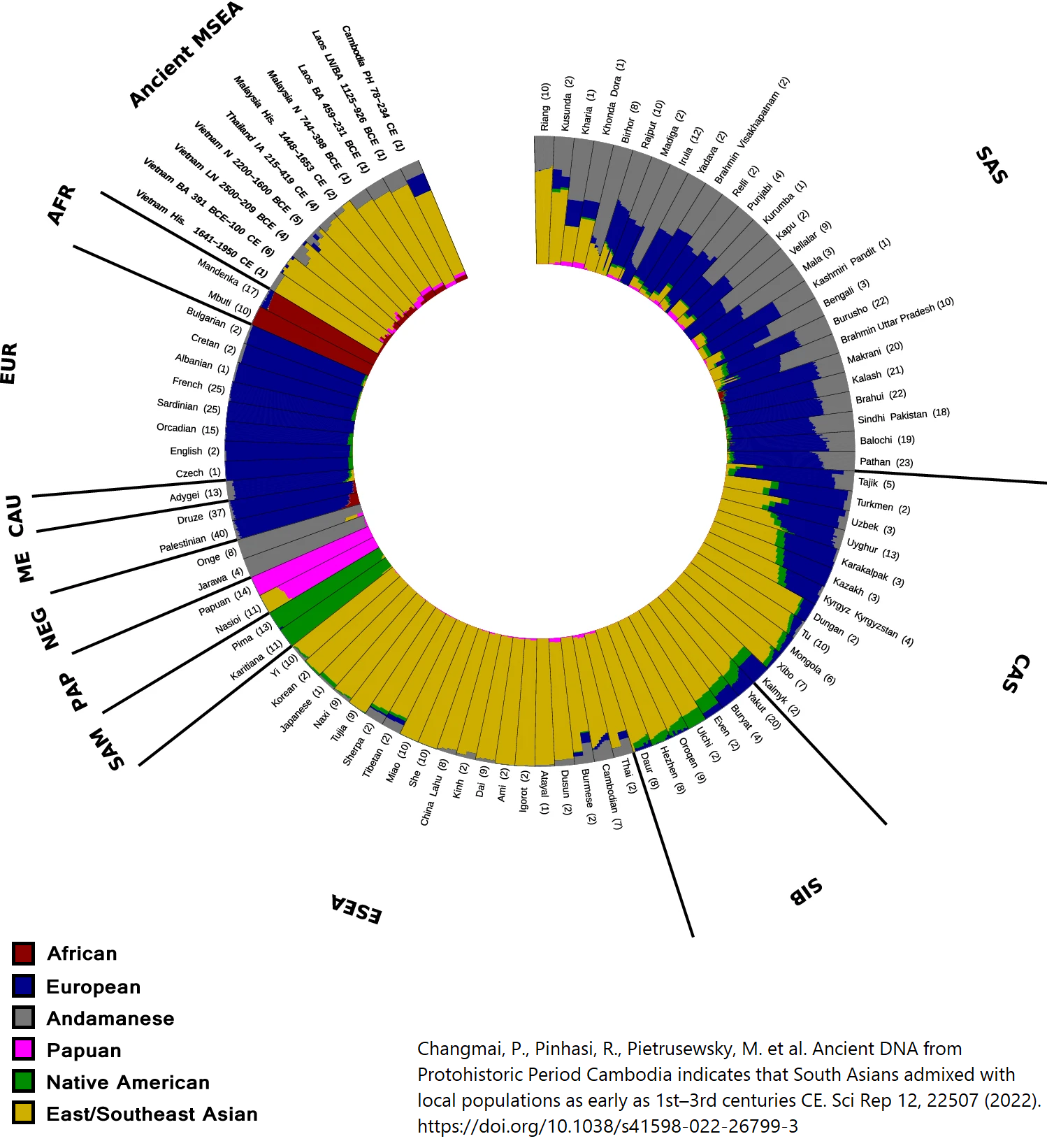
世界常染色體分析圖，可見，在遺傳學上，東亞人與東南亞人和北亞人，在遺傳基因上類聚，但與美洲原住民、印度人、歐洲人有較大差異。

參見:
- 东亚和东南亚人群的Y染色体DNA单倍型类群
- 东亚人種
- 蒙古利亞人種

### 父系基因研究
东亚人口占世界人口的22%，东亚人的四个主要父系单倍群为O-M175、N-M231、C-M130和D-M174，约占东亚全部男性的93%。Y染色体解析显示，东亚地区的现代人起源于7.4万年前的非洲，在旧石器时代由南方进入东亚，而后向北方迁。O-M175 是东亚最大的单倍群，约75%的中国-東南亞人以及超过50%的日本人都是这一类型。其下三个主要的单倍群O1a-M119、O2-M268以及O3-M122，总数约占东亚男性的60%。其中，O1a-M119主要分布在中国东南沿海、侗傣族群、台湾原住民中。O1b下的一支O1b1a1-M95在华南、南方少数民族、中南半岛及印度蒙達人群中较多，另一支O1b2-M176最主要集中于朝鮮族和日本人。O2-M122(2.3萬年共祖)是中国最常见的单倍群，也廣泛分布於韓國、東南亞、日本，占汉族50-60%左右。O2a-M117曾被認為汉藏语系民族早期攜帶的父系单倍群之一，汉族人中O2a普遍高于49%，部分地区高于70%。
- 在中國與東南亞廣泛分佈的单倍群O。
- 在西伯利亞廣布的单倍群N，在東亞也有分布
- 在東亞及歐亞大陸廣泛分佈的单倍群NO。单倍群O-M175的分布在東亞十分顯著，而Y染色体N单倍群與O单倍群有共同祖先，分佈在印尼、中國、柬埔寨、菲律賓、馬來西亞、緬甸、汶萊、越南、哈薩克、蒙古、俄罗斯、土耳其、北歐斯堪地那維亞半島、日本列島、朝鮮半島等區域
- 在中亞、東北亚、北美、中國、韓國、日本等地分佈的Y染色体C单倍群。
- 单倍群D-M174分布在阿伊努人、琉球人、藏人中

## 体育
2013年5月，東亞運動會總會決議將東亞運動會轉型為東亞青年運動會，2013年東亞運動會成為最後一屆東亞運動會，而2017年東亞運動會不再續辦。第1届东亚青年运动会原定在2019年8月24日至2019年8月31日在台中举行，不過因為台灣出現為中華台北正名的公投而遭到在北京召開臨時理事會的东亚奥协理事会表決取消。
东亚足球锦标赛每兩年舉行一次，由東亞足球協會的屬會派隊角逐。

### 引用
1. 1 2  . Encarta. Microsoft.   [2008-01-12]. （原始内容存档于2009-10-31）. the countries and regions of Mainland China, Hong Kong, Macau, Taiwan, Mongolia, South Korea, North Korea and Japan.
2. ↑  Columbia University – "East Asian cultural sphere" （页面存档备份，存于） "The East Asian cultural sphere evolves when Japan, Korea, and what is today Vietnam all share adapted elements of Chinese civilization of this period (that of the Tang dynasty), in particular Buddhism, Confucian social and political values, and literary Chinese and its writing system."
3. 1 2  Prescott, Anne. . Routledge. 2015. ISBN 978-0765643223.
4. ↑  Miller, David Y. . Routledge. 2007: xxi–xxiv. ISBN 978-0765618221.
5. ↑  Kort, Michael. . Lerner Publishing Group. 2005: 7. ISBN 978-0761326724.
6. ↑  . Children and Armed Conflict Unit at the University of Essex.   [2019-09-01]. （原始内容存档于2020-04-11）.
7. ↑  . Springer Netherlands.   [2019-09-01]. （原始内容存档于2019-07-02）.
8. ↑  Seybolt, Peter J. . Center for Asian Studies. Center for Asian Studies.   [2019-09-01]. （原始内容存档于2019-12-11）.
9. ↑  . Rex Bookstore Inc. 2002: 186. ISBN 978-9712331244.
10. 1 2  Salkind, Neil J. . Sage Publications. 2008: 56. ISBN 978-1412916882.
11. ↑  Holcombe, Charles. . Cambridge University Press. 2010: 3. ISBN 978-0521731645.
12. ↑  王志艳. . . 天津人民出版社. 2013. ISBN 7201079670.
13. ↑  范疇. . 聯合報. 2017-10-03  [2018-08-20]. （原始内容存档于2018-08-20） （中文（臺灣））.
14. ↑  Association of Academies of Sciences in Asia. . Springer. 2012: 17. ISBN 978-3642166686.
15. ↑  Minahan, James B. . ABC-CLIO. 2014: xx–xxvi. ISBN 978-1610690171.
16. ↑  Zaharna, R.S.; Arsenault, Amelia; Fisher, Ali.  1st. Routledge. 2013: 932013-05-01. ISBN 978-0415636070.
17. ↑  Holcombe, Charles. . Cambridge University Press. 2017: 13. ISBN 978-1107544895.
18. ↑  Szonyi, Michael. . Wiley-Blackwell. 2017: 90. ISBN 978-1118624609.
19. ↑  . afe.easia.columbia.edu.   [2018-12-01]. （原始内容存档于2018-12-10）.
20. ↑  Goscha, Christopher. . Allen Lane. 2016. ISBN 978-1846143106.
21. ↑  Kang, David C. . Columbia University Press. 2012: 33–34. ISBN 978-0231153195.
22. ↑  Amy Chua; Jed Rubenfeld. . Penguin Press HC. 2014: 122. ISBN 978-1594205460.
23. ↑  Walker, Hugh Dyson. . AuthorHouse. 2012: 2.
24. ↑  Lewis, Mark Edward. . Belknap Press. 2012: 156April 9, 2012. ISBN 978-0674064010.
25. ↑  Edwin O. Reischauer, "The Sinic World in Perspective," Foreign Affairs 52.2 (January 1974): 341—348. JSTOR （页面存档备份，存于）
26. ↑  Lim, SK. . ASIAPAC. 2011-11-01: 89. ISBN 978-9812295941.
27. ↑  Richter, Frank-Jurgen. . Quorum Books. 2002: 15. ISBN 978-1567205251.
28. ↑  Hazen, Dan; Spohrer, James H. . Otto Harrassowitz. 2005: 12005-12-31. ISBN 978-3447055123.
29. ↑  宮城大藏. . 走进日本. 2013-02-12  [2017-06-23]. （原始内容存档于2017-07-10）.
30. ↑  두산세계대백과[永久]
31. ↑  韦弦. . 联合早报. 2009-10-13  [2017-06-23]. （原始内容存档于2016-09-21）.
32. ↑  公茂虹. . 人民网. 2013-07-02  [2017-06-23]. （原始内容存档于2018-08-05）.
33. ↑  陈晓丹. . 青苹果数据中心. 2013-11-26: 449. GGKEY:GKCA9XDTD85.
34. ↑  . 中華百科全書.   [2020-11-03]. （原始内容存档于2021-03-09）.
35. 1 2  . 联合国经济和社会事务部人口部门.   [2022年7月17日] （英语）.
36. 1 2   (XSLX) ("Total Population, as of 1 July (thousands)"). 联合国经济和社会事务部人口部门.   [2022年7月17日].
37. ↑  Shirley Kan. . DIANE Publishing. December 2009: 52  [2020-10-01]. ISBN 978-1-4379-2041-3. （原始内容存档于2019-05-02）.
38. ↑  . 中國科學院植物研究所.   [2014-07-15]. （原始内容存档于2014-07-25）.
39. ↑  Price, T. D., J. Zee, K. Jamdar, and N. Jamdar. 2003. Bird species diversity along the Himalaya: a comparison of Himachal Pradesh with Kashmir J. Bombay Nat. Hist. Soc. 100:394–410
40. ↑  .   [2017-05-10]. （原始内容存档于2010-12-20）.
41. ↑  . www.imf.org.   [2019-08-29]. （原始内容存档于2019-05-02）.
42. ↑  齐雷莎（Leisha Chi）. . BBC中文网. 2016年8月20日  [2017-01-19]. （原始内容存档于2017-02-01）.
43. 1 2 3 4  . 国际货币基金组织.   [2020-11-03]. （原始内容存档于2021-11-25）.
44. ↑  被国际货币基金组织列为“香港特别行政区”
45. ↑  被国际货币基金组织列为“澳门特别行政区”
46. ↑  . www.hdr.undp.org.   [2018-10-14]. （原始内容存档于2018-09-14） （英语）.
47. ↑  林家有，廣東文獻季刊《孫中山先生與中華民族復興》（中文）
48. ↑  吳天泰. . 五南圖書出版股份有限公司. 2006: 305–  [15 February 2013]. ISBN 978-957-11-4175-6. （原始内容存档于2014-09-22）.
49. ↑  . 红旗出版社. 1997  [15 February 2013]. （原始内容存档于2014-09-28）.
50. ↑  . 泰國中華會館. （原始内容存档于2015-09-23） （中文）.
51. ↑  . 原住民族委員會. 2010-12-20  [2021-01-03]. （原始内容存档于2021-06-19）.
52. ↑  國人國族認同趨勢分析 （页面存档备份，存于），國家政策研究基金會，2010年4月
53. ↑  LEVENT, Sinan: Common Asianist intellectual history in Turkey and Japan: Turanism. 2015. https://www.researchgate.net/publication/280490550_Common_Asianist_intellectual_history_in_Turkey_and_Japan_Turanism#pf10 （页面存档备份，存于）
54. ↑  AI Hyung Il: The Cultural Comparative Perspective in Torii Ryuzo's "Far East": The Search for Japan's Antiquity in Prehistoric Korea. p. 5. http://congress.aks.ac.kr/korean/files/2_1358749979.pdf （页面存档备份，存于）
55. ↑  "Many Japanese scholars expressed the idea of Nissen dōsoron (Theory of common ancestry between Japanese and Koreans), which maintained a common origin as well as inferior and superior positions of Koreans and Japanese. Other Japanese scholars concluded that Korea had been historically dominated by influences from the continent, particularly Manchuria." ALLEN, Chizuko: Ch'oe Namson at the Height of Japanese Imperialism. In: Sungkyun Journal of East Asian Studies. Vol. 5 No. 1. 2005. p. 27-49. http://sjeas.skku.edu/upload/201312/Chizuko%20T.PDF （页面存档备份，存于）
56. ↑  Sik, Ko Swan. . 1990: 39  [2015-02-06]. ISBN 9780792308768. （原始内容存档于2014-10-21）.
57. ↑  Shutler and Marck 1975
58. ↑  Bellwood 1991
59. ↑  Bellwood （1997）
60. ↑  . 国家统计局.   [2017-09-14]. （原始内容存档于2012-11-27）.
61. ↑  Changmai, Piya; Pinhasi, Ron; Pietrusewsky, Michael; Stark, Miriam T.; Ikehara-Quebral, Rona Michi; Reich, David; Flegontov, Pavel. . Scientific Reports. 2022-12-29, 12 (1): 22507. Bibcode:2022NatSR..1222507C. ISSN 2045-2322. PMC 9800559 . PMID 36581666. doi:10.1038/s41598-022-26799-3 （英语）.
62. ↑  .   [2017-01-19]. （原始内容存档于2013-10-19）.
63. ↑  . InsideTheGames. InsideThe Games.   [2010-06-19]. （原始内容存档于2016-04-19） （英语）.